# Votes sur la mort de Louis XVI
Les votes sur la mort de Louis XVI, ancien roi de France et de Navarre et ancien roi des Français, déchu par suite de l'abolition de la royauté lors d'un vote de la toute neuve Convention le 21 septembre 1792, ont eu lieu à la Convention nationale. Après avoir voté sur deux questions préliminaires, ce qui occupa la journée du 15 janvier 1793, les députés abordèrent la question de la peine le mercredi 16 janvier à 10 h 30. La séance ne se termina que le 17 au soir après 37 heures de débat. La peine de mort ayant été votée, le roi déchu Louis XVI a été guillotiné le 21 janvier 1793.

## Questions
Le mardi 15 janvier 1793, à la Convention nationale, a lieu l'appel nominal sur les deux premières questions ainsi conçues :
- 1° « Louis Capet est-il coupable de conspiration contre la liberté publique et d'attentats contre la sûreté générale de l'État, oui ou non ? »
- 2° « Le jugement de la Convention nationale contre Louis Capet sera-t-il soumis à la ratification du peuple, oui ou non ? »

Chaque département est appelé successivement en commençant par la lettre G, et les membres prononcent leur vœu à la tribune.
Du mercredi 16 janvier 1793 à 10,30 heures au jeudi 17 janvier au soir, sans interruption, en commençant par le département de la Haute-Garonne, a lieu l'appel nominal sur la troisième question :
- 3°« Quelle peine sera infligée à Louis ? »

C'est alors que Mailhe, le premier à s'exprimer, déclare : 
« Par une conséquence naturelle de l'opinion que j'ai déjà émise sur la première question, je vote pour la mort de Louis. Je ferai une seule observation. Si la mort a la majorité, je pense qu'il serait digne de la Convention nationale d'examiner s'il ne serait pas politique et utile de presser ou de retarder le moment de l'exécution. Cette proposition est indépendante de mon vote. Je reviens à la première question et je vote pour la mort. »
La question du sursis est posée, d'autant plus que, le 17 janvier, sur demande de Garrau, Mailhe réitère ses observations.
À la séance du samedi 19 janvier 1793, malgré une opposition farouche de Marat rejetée, sur la motion de Choudieu, la Convention décrète qu'elle discutera immédiatement la question du sursis du jugement de Louis Capet, et décrète que la question sera ainsi posée :
- 4° « Y aura-t-il un sursis à l'exécution du jugement de Louis Capet ? » et qu'il sera répondu par oui ou par non.

L'appel nominal a lieu par ordre alphabétique de département en commençant par le Gers.

## Votes
Le résultat des votes à ces quatre questions est le suivant :

### Sommaire
Les députés sont listés par département et par ordre de leur élection.

### Ain
6 députés et 2 suppléants
| Députés                                | Louis Capet est-il coupable de conspiration contre la liberté publique et d'attentats contre la sûreté générale de l'État ? | Le jugement de la Convention nationale contre Louis Capet sera-t-il soumis à la ratification du peuple ? | Quelle peine sera infligée à Louis ?                               | Y aura-t-il un sursis à l'exécution du jugement de Louis Capet ? |
| -------------------------------------- | --- | --- | ------------------------------------------------------------------ | ---------------------------------------------------------------- |
| Étienne Deydier                        | Oui | Non | La mort                                                            | Non                                                              |
| Antoine-François Gauthier des Orcières | Oui | Non | La mort                                                            | Non                                                              |
| Jean-Baptiste Royer                    | Oui | Oui | Réclusion pendant la guerre et bannissement à la paix              | Oui                                                              |
| Grégoire Jagot                         | en mission | en mission                                                                                               | en mission                                                         | en mission                                                       |
| Jean Luc Anthelme Mollet               | Oui | Oui | Détention, puis bannissement quand la sûreté publique le permettra | Oui                                                              |
| Jean-Marie François Merlino            | Oui | Oui | La mort                                                            | Non                                                              |

### Aisne
12 députés et 4 suppléants
| Députés                                     | Louis Capet est-il coupable de conspiration contre la liberté publique et d'attentats contre la sûreté générale de l'État ? | Le jugement de la Convention nationale contre Louis Capet sera-t-il soumis à la ratification du peuple ? | Quelle peine sera infligée à Louis ? | Y aura-t-il un sursis à l'exécution du jugement de Louis Capet ? |
| ------------------------------------------- | --- | --- | --- | ---------------------------------------------------------------- |
| Quinette (Nicolas Marie)                    | Oui | Non | La mort | Non                                                              |
| Debry (Jean-Antoine-Joseph)                 | Oui | Non motivé                                                                                               | La mort | Non                                                              |
| Beffroy (Louis-Étienne)                     | Oui | Oui | La mort | Non                                                              |
| Saint-Just (Louis Antoine Léon Florelle de) | Oui | Non | La mort | Non                                                              |
| Belin (Jean-François)                       | Oui | Oui | Détention jusqu'à la paix, et si les puissances étrangères veulent remettre Louis sur le trône, la mort                                    | Oui                                                              |
| Petit (Michel-Edme)                         | Oui | Oui | La mort | Non                                                              |
| Condorcet (Marie-Jean-Antoine-Nicolas)      | Oui | Non | La peine la plus grave dans le code pénal qui ne soit pas la mort. Je demande que la réflexion de Mailhe soit discutée, car elle le mérite | S'abstient                                                       |
| Fiquet (Jean-Jacques)                       | Oui | Oui | Réclusion pendant la guerre et la déportation à la paix                                                                                    | Oui                                                              |
| Lecarlier (Marie-Jean-François-Philbert)    | Oui | Non | La mort | Non                                                              |
| Loysel (Pierre)                             | Oui | Oui | La mort avec sursis jusqu'à l'acceptation par le peuple de la nouvelle Constitution                                                        | Oui                                                              |
| Dupin de Beaumont (André)                   | Oui | Non | La peine la plus grave après la mort | Non                                                              |
| Bouchereau (Augustin-François)              | Oui | Non | La mort avec un sursis qui sera déterminé par la Convention                                                                                | Oui                                                              |

### Allier
7 députés et 4 suppléants
| Députés                               | Louis Capet est-il coupable de conspiration contre la liberté publique et d'attentats contre la sûreté générale de l'État ? | Le jugement de la Convention nationale contre Louis Capet sera-t-il soumis à la ratification du peuple ? | Quelle peine sera infligée à Louis ?                                                     | Y aura-t-il un sursis à l'exécution du jugement de Louis Capet ? |
| ------------------------------------- | --- | --- | ---------------------------------------------------------------------------------------- | ---------------------------------------------------------------- |
| Chevalier (Gilbert)                   | Oui | Oui | S'abstient                                                                               | S'abstient                                                       |
| Martel (Pourçain)                     | Oui | Non | La mort                                                                                  | Non                                                              |
| Petitjean (Claude Lazare)             | Oui | Non motivé                                                                                               | La mort                                                                                  | Non                                                              |
| Forestier (Pierre-Jacques)            | Oui | Non | La mort                                                                                  | Non                                                              |
| Beauchamp (Joseph)                    | en mission | en mission                                                                                               | en mission                                                                               | en mission                                                       |
| Giraud (Pierre-François-Félix-Joseph) | Oui | Non | La mort avec sursis jusqu'à ce que la Convention ait pris des mesures de sûreté générale | malade                                                           |
| Vidalin (Étienne)                     | Oui | Non | La mort                                                                                  | en mission                                                       |

### Basses-Alpes
6 députés et 2 suppléants
| Députés                         | Louis Capet est-il coupable de conspiration contre la liberté publique et d'attentats contre la sûreté générale de l'État ? | Le jugement de la Convention nationale contre Louis Capet sera-t-il soumis à la ratification du peuple ? | Quelle peine sera infligée à Louis ?                                                                                     | Y aura-t-il un sursis à l'exécution du jugement de Louis Capet ? |
| ------------------------------- | --- | --- | --- | ---------------------------------------------------------------- |
| Verdollin (Jacques)             | Oui | Oui | Détention pendant la guerre et bannissement à la paix                                                                    | Oui                                                              |
| Réguis (Claude-Louis)           | Oui | Oui | Détention pendant la guerre et exil à la paix, sous peine de mort                                                        | Oui                                                              |
| Dherbez Latour (Pierre-Jacques) | Oui | Non | La mort | Non                                                              |
| Maisse (Marius-Félix)           | Oui | Oui | La mort | malade                                                           |
| Peyre (Louis-François)          | Oui | Oui | La mort avec l'amendement de Mailhe tendant à examiner s'il est politique et utile de presser ou de retarder l'exécution | Non                                                              |
| Savornin (Marc-Antoine)         | Oui | Non | La mort avec l'amendement de Mailhe tendant à examiner s'il est politique et utile de presser ou de retarder l'exécution | Non                                                              |

### Hautes-Alpes
5 députés et 4 suppléants
| Députés                        | Louis Capet est-il coupable de conspiration contre la liberté publique et d'attentats contre la sûreté générale de l'État ? | Le jugement de la Convention nationale contre Louis Capet sera-t-il soumis à la ratification du peuple ? | Quelle peine sera infligée à Louis ?                                                                     | Y aura-t-il un sursis à l'exécution du jugement de Louis Capet ? |
| ------------------------------ | --- | --- | --- | ---------------------------------------------------------------- |
| Barrety (Pierre)               | Oui | Oui | la détention pendant la guerre et l'exil à la paix                                                       | Oui                                                              |
| Borel (Hiacynthe-Marcellin)    | Oui | Oui | la détention pendant la guerre et le bannissement à la paix                                              | Oui                                                              |
| Izoard (Jean-François-Auguste) | Oui | s'abstient (mais déclare qu'en cas de condamnation à mort, il vote oui)                                  | détention quant à présent, sauf à prendre telles mesures que de nouvelles circonstances pourront exiger. | Oui                                                              |
| Serres (Jean-Joseph)           | Oui | Oui | La détention pendant la guerre et le bannissement à la paix                                              | Oui                                                              |
| Cazeneuve (Ignace-G. de)       | Comme législateur, oui, mais non comme juge                                                                                 | Oui | La détention pendant la guerre et le bannissement à la paix                                              | Oui                                                              |

### Ardèche
7 députés et 3 suppléants
| Députés                                | Louis Capet est-il coupable de conspiration contre la liberté publique et d'attentats contre la sûreté générale de l'État ? | Le jugement de la Convention nationale contre Louis Capet sera-t-il soumis à la ratification du peuple ? | Quelle peine sera infligée à Louis ? | Y aura-t-il un sursis à l'exécution du jugement de Louis Capet ? |
| -------------------------------------- | --- | --- | --- | ---------------------------------------------------------------- |
| Boissy d'Anglas (François-Antoine)     | Oui | Oui | Emprisonnement dans un lieu sûr, jusqu'à ce que la paix et la reconnaissance de la République française permettent à la représentation nationale d'ordonner son bannissement | Oui                                                              |
| Saint-Prix (Hector Soubeyran de)       | Oui | Oui | La mort avec sursis jusqu'à la paix et après l'expulsion de tous les Bourbons                                                                                                | Oui                                                              |
| Gamon (François-Joseph)                | Oui | Oui motivé                                                                                               | La mort avec sursis, jusqu'à ce que les ennemis reparaissent sur le territoire de la République                                                                              | Oui                                                              |
| Saint-Martin (François-Jérôme-Riffard) | Oui | Oui motivé                                                                                               | Réclusion jusqu'à la fin de la guerre, et après la paix, bannissement perpétuel                                                                                              | Oui                                                              |
| Privat de Garilhe (François-Clément)   | Oui | Oui | Détention jusqu'à la paix et la reconnaissance de notre nouveau gouvernement, puis exil hors du territoire français                                                          | Oui                                                              |
| Gleizal (Claude)                       | Oui | Non | La mort avec sursis jusqu'à ce que la Convention statue sur le sort de la famille du condamné                                                                                | Oui                                                              |
| Coren-Fustier (Simon-Joseph)           | Oui motivé | Oui | Réclusion jusqu'à ce que le gouvernement républicain de la France soit reconnu, puis bannissement à perpétuité, sous peine de mort                                           | Oui                                                              |

### Ardennes
8 députés et 4 suppléants
| Députés                             | Louis Capet est-il coupable de conspiration contre la liberté publique et d'attentats contre la sûreté générale de l'État ? | Le jugement de la Convention nationale contre Louis Capet sera-t-il soumis à la ratification du peuple ? | Quelle peine sera infligée à Louis ? | Y aura-t-il un sursis à l'exécution du jugement de Louis Capet ? |
| ----------------------------------- | --- | --- | --- | ---------------------------------------------------------------- |
| Dubois-Crancé (Edmond-Louis-Alexis) | Oui | Non | La mort | Non                                                              |
| Ferry (Claude-Joseph)               | Oui | Non | La mort | Non                                                              |
| Mennesson (Jean-Baptiste-Augustin)  | Oui | Oui | La mort avec sursis jusqu'à réjection d'Orléans et de sa famille du sein de l'Assemblée conventionnelle                                   | Oui                                                              |
| Vermon (Alexis-Joseph)              | Oui | Oui | Détention jusqu'à la paix, mais la mort en cas d'invasion du territoire de la République                                                  | Oui                                                              |
| Robert (Michel)                     | Oui | Non | La mort | Oui                                                              |
| Baudin (Pierre-Charles-Louis)       | Oui | Oui motivé                                                                                               | Réclusion pendant la guerre et déportation à la paix                                                                                      | Oui                                                              |
| Thierriet (Claude)                  | Oui | Oui | Détention perpétuelle | Oui                                                              |
| Blondel (Jacques)                   | Oui | Oui | Détention, sous la condition expresse qu'il soit puni de mort si les ennemis de l'État mettent le pied sur le territoire de la République | Oui                                                              |

### Ariège
6 députés et 2 suppléants
| Députés                        | Louis Capet est-il coupable de conspiration contre la liberté publique et d'attentats contre la sûreté générale de l'État ? | Le jugement de la Convention nationale contre Louis Capet sera-t-il soumis à la ratification du peuple ? | Quelle peine sera infligée à Louis ? | Y aura-t-il un sursis à l'exécution du jugement de Louis Capet ? |
| ------------------------------ | --- | --- | ------------------------------------ | ---------------------------------------------------------------- |
| Vadier (Marc Guillaume Alexis) | Oui | Non | La mort                              | Non                                                              |
| Clauzel (Jean-Baptiste)        | Oui | Non | La mort                              | Non                                                              |
| Campmartin (Pierre)            | Oui | Non | La mort                              | Non                                                              |
| Espert (Jean)                  | Oui | Non | La mort                              | Non                                                              |
| Lakanal (Joseph)               | Oui | Non | La mort                              | Non                                                              |
| Gaston (Reymond)               | Oui | Non | La mort                              | Non                                                              |

### Aube
9 députés et 3 suppléants
| Députés                             | Louis Capet est-il coupable de conspiration contre la liberté publique et d'attentats contre la sûreté générale de l'État ? | Le jugement de la Convention nationale contre Louis Capet sera-t-il soumis à la ratification du peuple ? | Quelle peine sera infligée à Louis ?                     | Y aura-t-il un sursis à l'exécution du jugement de Louis Capet ? |
| ----------------------------------- | --- | --- | -------------------------------------------------------- | ---------------------------------------------------------------- |
| Courtois (Edme-Bonaventure)         | Oui | Non | La mort                                                  | Non                                                              |
| Robin (Louis Antoine Joseph)        | Oui | Non | La mort                                                  | Non                                                              |
| Perrin (Pierre Nicolas)             | Oui | Oui | Détention jusqu'à la paix et bannissement à cette époque | Oui                                                              |
| Duval (Claude)                      | Oui | Non | Détention pendant la guerre et bannissement à la paix    | Oui                                                              |
| Bonnemain (Jean-Thomas)             | Oui | Oui | Détention pendant la guerre et bannissement à la paix    | Oui                                                              |
| Pierret (Joseph-Nicolas)            | Oui | Oui | Détention pendant la guerre et bannissement à la paix    | Oui                                                              |
| Douge (Jean-Claude)                 | Oui | Oui | Détention pendant la guerre et bannissement à la paix    | Oui                                                              |
| Garnier (Antoine Marie Charles)     | Oui | Non | La mort                                                  | Non                                                              |
| Rabaut de Saint-Étienne (Jean-Paul) | Oui | Oui | Détention pendant la guerre et bannissement à la paix    | Oui                                                              |

### Aude
8 députés et 3 suppléants
| Députés                            | Louis Capet est-il coupable de conspiration contre la liberté publique et d'attentats contre la sûreté générale de l'État ? | Le jugement de la Convention nationale contre Louis Capet sera-t-il soumis à la ratification du peuple ? | Quelle peine sera infligée à Louis ? | Y aura-t-il un sursis à l'exécution du jugement de Louis Capet ? |
| ---------------------------------- | --- | --- | --- | ---------------------------------------------------------------- |
| Azéma (Michel)                     | Oui | Non | La mort | Non                                                              |
| Bonnet (Pierre-François-Dominique) | Oui | Non | La mort | Non                                                              |
| Ramel-Nogaret (Dominique-Vincent)  | Oui | Oui motivé                                                                                               | La mort | Non                                                              |
| Tournier (Jean-Laurent-Germain)    | Oui | Oui | Réclusion pendant tout le temps de la guerre et bannissement à la paix | Oui                                                              |
| Marragon (Jean-Baptiste)           | Oui | Oui | La mort | Non                                                              |
| Morin (François-Antoine)           | Oui | Oui | Détention pendant la guerre et bannissement à la paix, sauf à prendre des mesures ultérieures et à prononcer même la peine de mort en cas d'invasion du territoire français | Oui                                                              |
| Périès (Jacques)                   | Oui | Oui | Réclusion de Louis et de sa famille pendant tout le temps de la guerre et leur bannissement à la paix                                                                       | Oui                                                              |
| Girard (Antoine-Marie-Anne)        | Oui | Oui | La mort | Oui                                                              |

### Aveyron
9 députés et 3 suppléants
| Députés                                         | Louis Capet est-il coupable de conspiration contre la liberté publique et d'attentats contre la sûreté générale de l'État ? | Le jugement de la Convention nationale contre Louis Capet sera-t-il soumis à la ratification du peuple ? | Quelle peine sera infligée à Louis ? | Y aura-t-il un sursis à l'exécution du jugement de Louis Capet ? |
| ----------------------------------------------- | --- | --- | --- | ---------------------------------------------------------------- |
| Bô (Jean-Baptiste-Jérôme)                       | Oui | Non | La mort | Non                                                              |
| Saint-Martin-Valogne (Charles)                  | Oui | Oui | Réclusion pendant la guerre et bannissement à la paix | Oui                                                              |
| Lobinhès (Louis)                                | Je déclare : oui comme législateur, ne voulant point prendre la qualité de juge                                             | Oui | Détention pendant la guerre et exil à la paix | Oui                                                              |
| Bernard de Saint-Affrique (Louis)               | Oui | Non | Emprisonnement pendant la durée de la guerre et bannissement ensuite lorsque l'Assemblée le jugera convenable | Oui                                                              |
| Camboulas (Simon)                               | Oui | Non | La mort | Non                                                              |
| Second (Jean-Louis)                             | Oui | Non | La mort | Non                                                              |
| Lacombe (Joseph-Henri)                          | Oui | Non | La mort avec l'amendement de Mailhe tendant à examiner s'il est politique et utile de presser ou de retarder l'exécution | Non                                                              |
| Louchet (Louis)                                 | Oui | Non | La mort | Non                                                              |
| Xavier Godefroy d'Yzarn de Freissinet de Valady | S'abstient, et motive sa décision                                                                                           | Oui | Emprisonnement de Louis, sa femme et ses enfants au château de Saumur, et qu'ils y soient gardés en otages, jusqu'à ce que François d'Autriche ait reconnu la souveraineté de la République française et l'indépendance des Belges | Oui.                                                             |

### Bouches-du-Rhône
12 députés et 7 suppléants
| Députés                                          | Louis Capet est-il coupable de conspiration contre la liberté publique et d'attentats contre la sûreté générale de l'État ? | Le jugement de la Convention nationale contre Louis Capet sera-t-il soumis à la ratification du peuple ? | Quelle peine sera infligée à Louis ?                                       | Y aura-t-il un sursis à l'exécution du jugement de Louis Capet ? |
| ------------------------------------------------ | --- | --- | -------------------------------------------------------------------------- | ---------------------------------------------------------------- |
| Duprat (Jean)                                    | Oui | Oui | La mort                                                                    | Non                                                              |
| Rebecqui (François Trophime)                     | Oui | Oui | La mort                                                                    | Non                                                              |
| Barbaroux (Charles-Jean-Marie)                   | Oui | Oui | La mort                                                                    | Non                                                              |
| Granet (François Omer)                           | Oui | Non | La mort                                                                    | Non                                                              |
| Durand de Maillane (Pierre Toussaint)            | Oui motivé | oui motivé                                                                                               | détention jusqu'à la paix, puis bannissement, sous peine de mort           | malade                                                           |
| Gasparin (Thomas Augustin de)                    | Oui | Non | La mort                                                                    | Non                                                              |
| Bayle (Moyse)                                    | Oui | Non | La mort                                                                    | Non                                                              |
| Baille (Pierre Marie)                            | Oui | Non | La mort                                                                    | Non                                                              |
| Rovère (Joseph Stanislas François Xavier Alexis) | Oui | Non | La mort                                                                    | Non                                                              |
| Lauze de Perret (Claude Romain)                  | Oui | Oui | réclusion pendant la guerre, et bannissement à la paix, sous peine de mort | Oui                                                              |
| Pellissier (Denis-Marie)                         | Oui | non | La mort                                                                    | Non                                                              |
| Laurens (Bernard)                                | Oui | Non | La mort                                                                    | Non                                                              |

### Calvados
13 députés et 5 suppléants
1. Fauchet (Claude), 1° oui, comme citoyen et législateur. Comme juge, je n'en ai pas la qualité ; je ne prononce rien, 2° oui motivé, 3° réclusion pendant la guerre et bannissement à la paix, 4° oui.
2. Dubois-Dubais (Louis-Thibault), 1° oui motivé, 2° oui, 3° la mort avec sursis jusqu'à ce que les puissances ennemies mettent le pied sur notre territoire, ou que d'autres se joignent) elles pour nous faire la guerre, 4° oui.
3. Lomont (Claude-Jean-Baptiste), 1° s'abstient et motive sa décision, 2° oui, 3° réclusion pendant la guerre et déportation à la paix, 4° oui.
4. Larivière (Pierre-François-Joachim-Henry), 1° s'abstient et motive sa décision, 2° oui, 3° détention pendant la guerre et exil à la paix, 4° oui.
5. Bonnet (Pierre-Louis), 1° oui, 2° non, 3° la mort avec l'amendement de Mailhe tendant à examiner s'il est politique et utile de presser ou de retarder l'exécution, 4° non.
6. Vardon (Louis-Alexandre-Jacques ), 1° oui, 2° oui, 3° détention jusqu'à ce que les nations étrangères aient reconnu l'indépendance de la République et la souveraineté du peuple français et exil à la paix, 4° oui.
7. Doulcet de Pontécoulant (Louis Gustave), 1° oui motivé, 2° non, 3° détention provisoire et expulsion à la paix, 4° oui.
8. Taveau (Jacques), 1° oui motivé, 2° oui, 3° la mort avec sursis jusqu'au moment où les ennemis tenteraient une invasion sur notre territoire ou jusqu'à l'acceptation de la Constitution, 4° oui.
9. Jouenne-Lonchamp (Thomas-François-Ambroise), 1° oui, 2° oui, 3° la mort avec sursis jusqu'à ce que la Convention nationale décide le temps où l'exécution de ce décret aura lieu, 4° non.
10. Dumont (Louis-Philippe), 1° oui motivé, 2° oui, 3° réclusion pendant la guerre et bannissement à perpétuité lorsque le gouvernement républicain sera solidement établi, 4° oui.
11. Cussy (Gabriel de), 1° oui, 2° oui, 3° réclusion pendant la guerre et bannissement à la paix, 4° oui.
12. Legot (Alexandre), 1° oui, 2° oui, 3° détention pendant la guerre et bannissement à la paix, 4° oui.
13. Philippe-Delleville (Jean-François), 1° oui, 2° oui, 3° détention pendant la guerre et bannissement à la paix, 4° oui.

### Cantal
8 députés et 3 suppléants
1. Thibault (Anne-Alexandre-Marie), 1° oui, 2° oui motivé, 3° réclusion pendant la guerre et expulsion à la paix de Louis, de sa famille et de tous les Bourbons, 4° oui.
2. Milhaud (Jean-Baptiste), 1° oui, 2° non, 3° la mort, 4° non.
3. Méjansac (Jacques), 1° oui, 2° oui, 3° réclusion pendant la guerre et bannissement à la paix, 4° malade.
4. Lacoste (Jean-Baptiste), 1° oui, 2° non motivé, 3° la mort, 4° non.
5. Carrier (Jean-Baptiste), 1° oui, 2° non, 3° la mort, 4° non.
6. Mailhes (Joseph), 1° absent, 2° absent, 3° absent, 4° absent.
7. Chabanon (Antoine-Dominique), 1° oui, 2° oui, 3° détention jusqu'à la paix, et à cette époque bannissement à perpétuité, 4° oui.
8. Guillaume Peuvergne, 1° oui, 2° oui, 3° détention pendant la guerre et bannissement à la paix, 4° oui.

### Charente
9 députés et 4 suppléants
1. Dubois de Bellegarde (Antoine), 1° oui, 2° non, 3° la mort, 4° non.
2. Guimberteau (Jean), 1° oui, 2° non, 3° la mort, 4° non.
3. Chazaud (Jean-François-Simon), 1° oui, 2° non, 3° la mort, 4° non.
4. Chedaneau (Augustin-Roland-Jean-André-Faustin), 1° oui, 2° non, 3° la mort avec l'amendement de Mailhe tendant à examiner s'il est politique et utile de presser ou de retarder l'exécution, 4° oui.
5. Ribéreau (Jean), 1° oui, 2° oui, 3° la mort, 4° non.
6. Devars (Jean), 1° oui, 2° oui, 3° détention puis bannissement, 4° oui.
7. Brun (Jean), 1° oui, 2° non, 3° la mort, 4° non.
8. Crevelier (Jacques), 1° oui, 2° non, 3° la mort, 4° non.
9. Maulde (Pierre-Jacques), 1° oui, 2° oui, 3° détention perpétuelle, sauf à prendre des mesures ultérieures lorsque la Constitution sera présentée à la sanction du peuple, ou après la fin de la guerre, 4° oui.

### Charente-Inférieure
11 députés et 4 suppléants
1. Bernard (André Antoine), dit « Bernard de Saintes », 1° oui motivé, 2° non, 3° la mort, 4° non.
2. Bréard l'aîné (Jean-Jacques), 1° oui, 2° non, 3° la mort, 4° non.
3. Eschasseriaux l'aîné (Joseph), 1° oui, 2° non, 3° la mort, 4° non.
4. Niou (Joseph), 1° oui, 2° non, 3° la mort, 4° non.
5. Ruamps (Pierre-Charles), 1° oui, 2° non, 3° la mort, 4° non.
6. Garnier (Jacques), 1° oui motivé, 2° non motivé, 3° la mort, 4° non.
7. Dechézeaux (Pierre-Charles-Daniel-Gustave), 1° oui, 2° non, 3° détention jusqu'à ce que les circonstances permettent d'y substituer le bannissement, 4° non.
8. Lozeau (Paul-Augustin), 1° oui, 2° non motivé, 3° la mort, 4° non.
9. Giraud (Marc-Antoine-Alexis), 1° oui, 2° non, 3° détention pendant la guerre et bannissement à la paix, 4° oui.
10. Vinet (Pierre-Étienne), 1° oui, 2° non, 3° la mort, 4° non.
11. Dautriche (Jacques-Sébastien), 1° oui, 2° oui, 3° détention jusqu'à la paix et alors la Convention ou la législature qui lui succédera  prendra les mesures qu'elle jugera convenables, 4° oui.

### Cher
6 députés et 2 suppléants
1. Allasœur (René), 1° oui, 2° oui, 3° emprisonnement jusqu'à la paix et, à cette époque, bannissement, 4° oui.
2. Foucher (Jacques), 1° oui, 2° oui, 3° la mort, 4° en mission.
3. Baucheton (François), 1° oui, 2° oui, 3° détention pendant la guerre et bannissement à la paix, 4° oui.
4. Fauvre-Labrunerie (Charles-Benoît), 1° oui, 2° non, 3° la mort, 4° non.
5. Dugenne (Élie-François), 1° oui, 2° oui, 3° détention pendant la guerre et bannissement à la paix, 4° oui.
6. Pelletier (Jacques), 1° oui, 2° oui, 3° la mort, 4° oui.

### Corrèze
7 députés et 3 suppléants
1. Brival (Jacques), 1° oui, 2° non, 3° la mort, 4° non.
2. Borie (Jean), 1° oui, 2° non, 3° la mort, 4° non.
3. Chambon (Aubin de Bigorie), 1° oui motivé, 2° oui, 3° la mort, 4° S'abstient.
4. Lidon (Bernard-François), 1° oui, 2° oui, 3° la mort avec l'amendement de Mailhe tendant à examiner s'il est politique et utile de presser ou de retarder l'exécution, 4° non.
5. Lanot (Antoine-Joseph), 1° oui, 2° non, 3° la mort, 4° non.
6. Pénières (Jean-Augustin), 1° oui, 2° non, 3° la mort, 4° non.
7. Lafon (Pierre-Raymond), 1* s'abstient et motive sa décision, 2° s'abstient, 3° se récuse, 4° s'abstient.

### Corse
6 députés et 2 suppléants
| Députés                   | Louis Capet est-il coupable de conspiration contre la liberté publique et d'attentats contre la sûreté générale de l'État ? | Le jugement de la Convention nationale contre Louis Capet sera-t-il soumis à la ratification du peuple ? | Quelle peine sera infligée à Louis ?                                                              | Y aura-t-il un sursis à l'exécution du jugement de Louis Capet ? |
| ------------------------- | --- | --- | ------------------------------------------------------------------------------------------------- | ---------------------------------------------------------------- |
| Saliceti (Christophe)     | Oui comme citoyen, et non comme juge                                                                                        | Non | La mort                                                                                           | Non                                                              |
| Chiappe (Ange)            | Oui motivé | Oui | Détention pendant la guerre et déportation après                                                  | malade                                                           |
| Casabianca (Luce)         | Oui | Non | Détention, sauf les mesures que la Convention pourra prendre suivant l'exigence des circonstances | Oui                                                              |
| Andrei (Antoine-François) | Oui | Oui | Réclusion pendant tout le temps qu'elle sera nécessaire au salut de la patrie                     | Oui                                                              |
| Bozi (Jean-Baptiste)      | Oui | Oui | Réclusion jusqu'à la paix, et à cette époque, bannissement                                        | absent                                                           |
| Moltedo (Antoine)         | Oui | Non | Détention pendant la guerre                                                                       | malade                                                           |

### Côte-d'Or
10 députés et 4 suppléants
1. Basire (Claude), 1° oui, 2° non, 3° la mort, 4° non.
2. Guyton-Morveau (Louis-Bernard), 1° oui, 2° non motivé, 3° la mort, 4° non.
3. Prieur-Duvernois (Claude-Antoine), 1° oui, 2° non, 3° la mort, 4° non.
4. Oudot (Charles-François), 1° oui, 2° non, 3° la mort, 4° non.
5. Guiot (Florent), 1° oui, 2° non, 3° la mort, 4° non.
6. Lambert de Belan (Charles), 1° oui, 2°oui motivé, 3° emprisonnement pendant la durée de la guerre et déportation à la paix, à moins que le peuple ne donne aux législatures suivantes le pouvoir de prononcer autrement sur son sort, 4° malade.
7. Marey jeune (Nicolas-Joseph), 1° oui, 2° oui, 3° détention pendant tout le temps de la guerre et expulsion un an après que les despotes aient déposé les armes et reconnu la République, 4° oui.
8. Trullard (Narcisse), 1° oui, 2° non, 3° la mort, 4° non.
9. Rameau (Juste), 1° oui motivé, 2° non, 3° bannissement immédiat et à perpétuité, sans préjudice des mesures à prendre contre sa famille, 4° oui.
10. Berlier (Théophile), 1° oui, 2° non, 3° la mort, 4° non.

### Côtes-du-Nord
8 députés et 3 suppléants
1. Couppé (Gabriel-Hyacinthe), 1° oui, 2° non, 3° réclusion pendant la guerre et bannissement à la paix, 4° oui.
2. Palasne de Champeaux (Julien-François), 1° oui, 2° oui, 3° détention pendant la guerre, comme otage, et expulsion à la paix, sous peine de mort, 4° oui.
3. Gaultier (René-Claude), 1° oui, 2° non, 3° détention perpétuelle, 4° oui.
4. Guyomar (Pierre), 1° oui, 2° oui, 3° détention provisoire pendant la guerre et bannissement à la paix, 4° oui.
5. Fleury (Honoré-Marie), 1° oui, 2° oui, 3° détention pendant la guerre et bannissement à la paix, 4° oui.
6. Girault (Claude-Joseph), 1° oui, 2° oui, 3° détention pendant la guerre et bannissement à la paix, 4° oui.
7. Loncle (René-Charles), 1° oui, 2° non, 3° la mort, 4° non.
8. Goudelin (Guillaume-Julien-Pierre), 1° oui, 2° oui, 3° réclusion jusqu'au moment où la fin des dangers de la patrie permettra de le bannir avec sa famille, ou jusqu'à l'instant où une nouvelle invasion de notre sol obligerait la Convention de faire tomber sa tête sur l'échafaud, après la demande du peuple, 4° oui.

### Creuse
7 députés et 3 suppléants
1. Huguet (Marc-Antoine), 1° oui, 2° oui, 3° la mort avec l'amendement de Mailhe tendant à examiner s'il est politique et utile de presser ou de retarder l'exécution, 4° non.
2. Debourges (Jean), 1° oui ou se récuse (selon les sources), 2° oui, 3° s'abstient, 4° s'abstient.
3. Coutisson-Dumas (Jean-Baptiste), 1° oui, comme homme d'État et non comme juge, 2° oui, 3° réclusion, sauf lors de la sanction de la Constitution, à statuer en définitif sur le sort du tyran ainsi qu'il avisera, 4° oui.
4. Guyès (Jean-François), 1° oui, 2° oui, 3° la mort, 4° non.
5. Jorrand (Louis), 1° oui, 2° oui, 3° détention pendant la guerre, puis bannissement un an après la paix, 4° non.
6. Barailon (Jean François), 1° se récuse, et motive sa décision, 2° malade, 3° détention, et sauf à prendre par la suite telle autre mesure que la sûreté générale exigera à son égard, 4° oui.
7. Texier-Mortegoute (Léonard-Michel), 1° oui, 2° oui, 3° détention, 4° non.

### Dordogne
10 députés et 3 suppléants
1. Lamarque (François), 1° ne figure pas à l'appel nominal, 2° non, 3° la mort, 4° non.
2. Pinet l'aîné (Jacques), 1° ne figure pas à l'appel nominal, 2° non motivé, 3° la mort, 4° non.
3. Lacoste (Élie), 1° ne figure pas à l'appel nominal, 2° non, 3° la mort, 4° non.
4. Roux-Fazillac (Pierre), 1° oui, 2° non, 3° la mort, 4° non.
5. Taillefer (Jean-Guillaume), 1° oui, 2° non, 3° la mort, 4° non.
6. Peyssard (Jean-Charles), 1° oui, 2° non, 3° la mort, 4° non.
7. Borie-Cambort (Étienne), 1° oui, 2° non, 3° la mort, 4° malade.
8. Allafort (Jean), 1° oui, 2° oui, 3° la mort, 4° non.
9. Meynard (François), 1° fait une déclaration, mais ne répond pas à la question, 2°oui, 3° détention tout le temps que durera la guerre, sauf à déterminer à la paix les mesures ultérieures qui pourraient être prises pour la tranquillité et le salut de la République, 4° oui.
10. Bouquier l'aîné (Gabriel), 1° oui, 2° non, 3° la mort, 4° non.

### Doubs
6 députés et 2 suppléants
1. Quirot (Jean-Baptiste), 1° oui, 2° non, 3° réclusion pendant la guerre et bannissement à la paix, 4° non.
2. Michaud (Jean-Baptiste), 1° oui, 2° non, 3° la mort, 4° non.
3. Seguin (Philippe-Charles-François), 1° oui, 2° oui, 3° réclusion pendant tout le temps de la guerre et bannissement après le rétablissement de la paix, 4° oui.
4. Monnot (Jacques-François-Charles), 1° oui, 2° non, 3° la mort, 4° non.
5. Vernerey (Charles-Baptiste-François), 1° oui, 2° non, 3° la mort, 4° non.
6. Besson (Alexandre), 1° oui, 2° non motivé, 3° la mort, 4° non.

### Drôme
9 députés et 3 suppléants
1. Jullien (Marc-Antoine), 1° oui motivé, 2° non, 3° la mort, 4° non.
2. Sautaÿra (Pierre-Barthélemy), 1° oui, 2° oui, 3° la mort, 4° non.
3. Olivier de Gérente (Joseph-Fiacre), 1° oui, 2° oui, 3° détention pendant la guerre et déportation à la paix, 4° oui.
4. Marbos (François), 1° oui, 2° oui, 3° détention, 4° oui.
5. Boisset (Joseph-Antoine), 1° oui, 2° oui, 3° la mort, 4° non.
6. Colaud de la Salcette (Jacques-Bernardin), 1° oui, 2° oui, 3° réclusion jusqu'à la paix, et à cette époque le bannissement, mais peine de mort dans le cas où les ennemis viendraient à envahir le territoire de la République, 4° oui.
7. Jacomin (Jean-Jacques-Hippolyte), 1° oui, 2° non, 3° la mort, 4° non.
8. Fayolle (Jean-Raymond), 1° oui, 2° non, 3° détention pendant la guerre et bannissement à la paix, 4° oui.
9. Martinel (Joseph-Marie-Philippe), 1° oui, 2° oui, 3° détention pendant la guerre et bannissement à la paix, 4° oui.

### Eure
11 députés et 4 suppléants
| Députés                        | Louis Capet est-il coupable de conspiration contre la liberté publique et d'attentats contre la sûreté générale de l'État ? | Le jugement de la Convention nationale contre Louis Capet sera-t-il soumis à la ratification du peuple ? | Quelle peine sera infligée à Louis ? | Y aura-t-il un sursis à l'exécution du jugement de Louis Capet ? |
| ------------------------------ | --- | --- | --- | ---------------------------------------------------------------- |
| Buzot (François)               | Oui | Oui | La mort avec l'amendement de Mailhe tendant à examiner s'il est politique et utile de presser ou de retarder l'exécution                                                                                        | Oui                                                              |
| Lindet (Thomas)                | Oui | Non | La mort | Non                                                              |
| Lindet (Jean)                  | Oui | Non | La mort | Non                                                              |
| Duroy (Jean)                   | Oui | Non | La mort | Non                                                              |
| Richou (Louis)                 | Oui | Oui | Détention pendant la guerre et bannissement à la paix | Oui                                                              |
| Maréchal (Denis Le)            | Oui motivé | Oui | Mise en lieu de sûreté avec sa famille jusqu'à la conclusion de la paix, puis déportation | Oui                                                              |
| Topsent (Jean-Baptiste)        | malade | malade                                                                                                   | malade | malade                                                           |
| Bouillerot-Demarsenne (Alexis) | Oui | Non | La mort | Non                                                              |
| Vallée (Jacques)               | Oui | Abstention                                                                                               | Détention jusqu'à ce que le gouvernement républicain soit reconnu, puis expulsion hors le territoire de la République, sauf la mort dans le cas où les armées ennemies pénétreraient sur le territoire français | Oui                                                              |
| Savary (Louis-Jacques)         | Oui | Oui | Mise en lieu de sûreté avec sa famille jusqu'à la conclusion de la paix, puis déportation | Oui                                                              |
| Dubusc (Charles)               | fait une déclaration, mais ne répond pas à la question                                                                      | Oui | Détention, puis expulsion quand la sûreté publique l'exigera | Oui                                                              |

### Eure-et-Loir
9 députés et 4 suppléants
1. Delacroix (Jean-François), 1° en mission, 2° en mission, 3° la mort, 4° non.
2. Brissot de Warville (Jacques-Pierre), 1° oui, 2° oui, 3° la mort avec sursis jusqu'après la ratification de la Constitution par le peuple, 4° oui.
3. Pétion de Villeneuve (Jérôme), 1° oui, 2° oui, 3° la mort avec l'amendement de Mailhe tendant à examiner s'il est politique et utile de presser ou de retarder l'exécution, 4° oui.
4. Giroust (Jacques-Charles), 1° s'abstient, et motive sa décision, 2° oui, 3° la réclusion, 4° oui.
5. Lesage (Denis-Toussaint), 1° oui, 2° oui, 3° la mort avec l'amendement de Mailhe tendant à examiner s'il est politique et utile de presser ou de retarder l'exécution, 4° oui.
6. Loiseau (Jean-François), 1° oui, 2° non, 3° la mort, 4° non.
7. Bourgeois (Nicolas), 1° oui, comme citoyen, et non comme législateur, 2° oui motivé, 3° malade, 4° malade.
8. Châles (Pierre Jacques Michel), 1° oui, 2° non motivé, 3° la mort, 4° non.
9. Frémanger (Jacques), 1° oui, 2° non, 3° la mort, 4° non.

### Finistère
8 députés et 3 suppléants
1. Bohan (Alain), 1° oui, 2° oui, 3° la mort, 4° oui.
2. Blad (Claude-Antonin-Augustin), 1° oui, 2° oui, 3° la mort avec sursis jusqu'à l'expulsion de toute sa famille, 4° non.
3. Guezno (Mathieu), 1° oui, 2° non, 3° la mort, 4° non.
4. Marec (Pierre), 1° oui, 2° oui motivé, 3° la réclusion pendant la guerre et son exil perpétuel après, 4° non.
5. Queinnec (Jacques), 1° oui, 2° oui, 3° détention pendant la guerre et bannissement à la paix, 4° oui.
6. Kervélégan (Augustin Bernard-François Le Goazre de), 1° oui, 2° oui, 3° détention pendant la guerre et bannissement à la paix, 4° oui.
7. Guermeur (Jacques-Tanguy-Marie), 1° oui, 2° non, 3° la mort, 4° non.
8. Gomaire (Jean-René), 1° oui, 2° oui, 3° réclusion pendant la guerre et bannissement à la paix, 4° oui.

### Gard
8 députés et 3 suppléants
1. Leyris (Augustin-Jacques), 1° oui, 2° non, 3° la mort, 4° non.
2. Voulland (Jean-Henri) 1° oui, 2° non, 3° la mort, 4° non.
3. Jac (Jacques), 1° oui, 2° oui, 3° la mort avec sursis jusqu'après l'acceptation de la Constitution par le peuple, 4° oui.
4. Aubry (François), 1° oui, 2° oui motivé, 3° la mort avec sursis jusqu'après les assemblées primaires qui auront lieu pour la ratification de la Constitution, 4° oui.
5. Balla (Joseph-François), 1° oui, 2° oui, 3° réclusion pendant la guerre et bannissement à la paix quand la sûreté publique le permettra, 4° oui.
6. Rabaut-Pommier (Jacques-Antoine), 1° oui, 2° oui motivé, 3° la mort avec sursis jusqu'à la ratification des décrets constitutionnels, 4° oui.
7. Chazal (Jean-Pierre), 1° oui, 2° oui motivé, 3° la mort avec l'amendement de Mailhe tendant à examiner s'il est politique et utile de presser ou de retarder l'exécution, 4° oui.
8. Bertezène (Jean-Étienne Antoine), 1° oui, 2° oui, 3° la mort avec sursis jusqu'après la tenue prochaine des assemblées primaires où la Constitution sera présentée à l'acceptation du peuple, 4° oui.

### Haute-Garonne
12 députés et 4 suppléants
1. Mailhe (Jean-Baptiste), 1° oui, 2° non, 3° la mort avec mon amendement tendant à examiner s'il est politique et utile de presser ou de retarder l'exécution, 4° oui.
2. Delmas (Jean-François-Bertrand), 1° oui, 2° non, 3° la mort, 4° non.
3. Projean (Joseph Étienne), 1° oui, 2° non, 3° la mort, 4° non.
4. Pérès de Lagesse (Emmanuel), 1° oui, 2° oui, 3° la réclusion jusqu'à la paix, et le bannissement à cette époque, 4° oui.
5. Julien (Jean), 1° oui, 2° non, 3° la mort, 4° non.
6. Calès (Jean-Marie), 1° oui, 2° non, 3° la mort, 4° non.
7. Estadens (Antoine), 1° oui, 2° oui, 3° la réclusion jusqu'à la paix, et le bannissement à cette époque, 4° oui.
8. Aÿral (Louis-Bernard), 1° oui, 2° oui, 3° la mort, 4° non.
9. De Sacy (Claude-Louis-Michel), 1° oui, 2° non, 3° la mort avec l'amendement de Mailhe tendant à examiner s'il est politique et utile de presser ou de retarder l'exécution, 4° non.
10. Rouzet (Jacques-Marie), 1° fait une déclaration, mais ne répond pas à la question, 2° oui, 3° la réclusion à temps, 4° oui.
11. Drulhe (Philippe), 1° oui, 2° oui, 3° bannissement, sous peine de mort, si Louis rentrait en France, 4° oui.
12. Mazade-Percin (Julien-Bernard-Dorothée), 1° oui, 2° oui, 3° la réclusion perpétuelle, 4° oui.

### Gers
9 députés et 3 suppléants
1. La Plaigne (Antoine), 1° oui, 2° non, 3° la mort, 4° non.
2. Maribon-Montaut (Louis), 1° oui, 2° non, 3° la mort, 4° non.
3. Descamps (Bernard), 1° oui, 2° non, 3° la mort, 4° non.
4. Capin (Joseph), 1° oui, 2° oui motivé, 3° la réclusion jusqu'à l'affermissement de la liberté, et pour le bannissement à cette époque, 4° oui.
5. Barbeau du Barran (Joseph Nicolas), 1° oui, 2° non, 3° la mort, 4° non.
6. Laguire (Joseph), 1° oui, 2° non, 3° la mort, 4° non.
7. Ichon (Pierre-Louis), 1° oui, 2° non motivé, 3° la mort, 4° non.
8. Bousquet (François), 1° oui, 2° non, 3° la mort, 4° non.
9. Moysset (Jean), 1° oui, 2° oui, 3° la réclusion jusqu'à la paix, et le bannissement à cette époque, 4° oui.

### Gironde
12 députés et 6 suppléants
1. Vergniaud (Pierre-Victurnien), 1° oui, 2° oui, 3° la mort avec l'amendement de Mailhe tendant à examiner s'il est politique et utile de presser ou de retarder l'exécution, 4° non.
2. Guadet (Marguerite-Elie), 1° oui, 2° oui, 3° la mort avec l'amendement de Mailhe tendant à examiner s'il est politique et utile de presser ou de retarder l'exécution, 4° oui.
3. Gensonné (Armand), 1° oui, 2° oui, 3° la mort, 4° non.
4. Grangeneuve (Jean-Antoine), 1° oui, 2° oui, 3° la détention, 4° s'abstient.
5. Jay (Jean), 1° oui, 2° non, 3° la mort, 4° non.
6. Ducos fils (Jean-François), 1° oui, 2° non, 3° la mort, 4° non.
7. Garrau (Pierre-Anselme), 1° oui, 2° non, 3° la mort, 4° non.
8. Boyer-Fonfrède (Jean-Baptiste), 1° oui, 2° non, 3° la mort, 4° non.
9. Deleyre (Alexandre), 1° oui, 2° non motivé, 3° la mort, 4° non.
10. Duplantier (Jacques-Paul-Fronton), 1° oui, 2° non, 3° la mort avec l'amendement de Mailhe tendant à examiner s'il est politique et utile de presser ou de retarder l'exécution, 4° non.
11. Lacaze fils aîné (Jacques), 1° oui, 2° non, 3° la réclusion jusqu'à la paix, et jusqu'à l'époque où les puissances étrangères auront reconnu la République, et ensuite pour le bannissement, 4° malade.
12. Bergoeing aîné (François), 1° oui, 2° oui, 3° la réclusion, 4° oui.

### Hérault
9 députés et 3 suppléants
1. Cambon fils aîné (Pierre-Joseph), 1° oui, 2° non, 3° la mort, 4° non.
2. Bonnier (d'Alco) (Ange-Elisabeth-Louis-Antoine), 1° oui, 2° non, 3° la mort, 4° non.
3. Curée (Jean-François), 1° oui, 2° non, 3° la réclusion pendant la guerre, et la déportation à l'époque de la paix, 4° oui.
4. Viennet (Jacques-Joseph), 1° oui, 2° oui motivé, 3° la réclusion jusqu'à la paix, ou jusqu'à ce que les puissances de l'Europe aient reconnu l'indépendance de la République ; le bannissement après, sous peine de mort, 4° oui.
5. Rouyer (Jean-Pascal), 1° oui, 2° oui, 3° la mort, 4° non.
6. Cambacérès (Jean-Jacques-Régis de), 1° oui, 2° non, 3° peine établie contre les conspirateurs mais suspension du décret et détention jusqu'à la cessation des hostilités, époque à laquelle il sera définitivement prononcé sur le sort de Louis, néanmoins exécution immédiate du décret en cas d'invasion du territoire français, 4° oui.
7. Brunel (Ignace), 1° oui, 2° oui, détention à perpétuité, sauf déportation suivant les circonstances, 4° oui.
8. Fabre (Claude-Dominique-Côme), 1° oui, 2° non motivé, 3° la mort, 4° non.
9. Castilhon (Pierre), 1° oui, 2° oui, pour la réclusion et le bannissement à la paix, 4° oui.

### Ille-et-Vilaine
10 députés et 5 suppléants
1. Lanjuinais (Jean-Denis), 1° oui, sans être jugé, 2° oui, 3° la réclusion jusqu'à la paix, et le bannissement ensuite, sous peine de mort en cas qu'il rentrât en France, 4° oui.
2. Defermon (Jaques), 1° oui, 2° oui, 3° la réclusion, 4° oui.
3. Duval (Charles-François-Marie), 1° oui, 2° non, 3° la mort, 4° non.
4. Sevestre (Joseph-Marie-François), 1° oui, 2° non, 3° la mort, 4° non.
5. Chaumont (Jean-François), 1° oui, 2° non, 3° la mort, 4° non.
6. Le Breton (Roch-Pierre-François), 1° oui, 2° non, 3° la réclusion à perpétuité, 4° non.
7. Du Bignon (François-Marie), 1° oui, 2° non, 3° la détention, jusqu'au prochaines assemblées primaires, qui pourront confirmer la peine ou la commuer, 4° non.
8. Obelin (Mathurin-Jean-François), 1° oui, 2° oui, 3° la réclusion pendant la guerre, et la déportation à la paix, 4° oui.
9. Beaugeard (Pierre-Jean-Baptiste), 1° oui, 2° non, 3° la mort, 4° non.
10. Maurel (Jean-François), 1° oui, 2° non, 3° la détention jusqu'à la paix et l'affermissement de la République ; le bannissement ensuite, 4° oui.

### Indre
6 députés et 2 suppléants
1. Porcher-Lissonnay (Gilles), 1° oui, 2° oui, 3° la détention, jusqu'à ce que la paix et la stabilité du gouvernement, permettent de le bannir pour toujours du territoire de la République, 4° oui.
2. Thabaud (Guillaume), 1° oui, 2° non, 3° la mort avec l'amendement de Mailhe tendant à examiner s'il est politique et utile de presser ou de retarder l'exécution, 4° non.
3. Pépin (Sylvain), 1° oui, 2° oui motivé, 3° la détention jusqu'à la fin de la guerre ; la déportation à la paix, 4° non.
4. Boudin (Jacques-Antoine) 1° oui, 2° oui, 3° en prison jusqu'à la fin de la guerre, puis déporté à la paix, 4° oui.
5. Lejeune (Sylvain-Phalier), 1° oui, 2° non, 3° la mort, 4° non.
6. Derazey (Jean-Joseph-Eustache), 1° oui, 2° oui, 3° la réclusion, sauf à effectuer la déportation quand les circonstances le permettront, 4° oui.

### Indre-et-Loire
8 députés et 3 suppléants
1. Nioche (Pierre-Claude), 1° oui, 2° non motivé, 3° la mort, 4° non.
2. Dupont (Jacques-Louis), 1° oui, 2° non, 3° la mort, 4° non.
3. Pottier (Charles-Albert), 1° oui, 2° non motivé, 3° la mort, 4° non.
4. Gardien (Jean-François-Martin), 1° oui, 2° oui, 3° détention jusqu'à la paix, et ensuite déportation, 4° oui.
5. Ruelle (Albert), 1° oui, 2° non, 3° la mort avec l'amendement de Mailhe tendant à examiner s'il est politique et utile de presser ou de retarder l'exécution, 4° non.
6. Champigny-Clément (René-Jean), 1° oui, 2° non, 3° la mort, 4° non.
7. Ysabeau (Claude-Alexandre), 1° oui, 2° non, 3° la mort, 4° non.
8. Bodin (Pierre-Joseph-François), 1° oui, 2° non, 3° réclusion pendant la guerre ; le bannissement, sous peine de mort, un an après la paix, 4° oui.

### Isère
9 députés et 3 suppléants
1. Baudran (Mathieu), 1° oui motivé, 2° non, 3° la mort, 4° non.
2. Génevois (Louis-Benoît), 1° oui, 2° non, 3° la mort, 4° non.
3. Servonat (Joseph-Sébastien), 1° oui, 2° oui, comme législateur, 3* réclusion et bannissement après la guerre, sous peine de mort, 4° oui.
4. Amar (Jean-Pierre-André), 1° oui, 2° non, 3° la mort, 4° non.
5. Prunelle de Lière (Léonard-Joseph), 1° oui, 2° non, 3° bannissement sans délais de Louis avec toute sa famille, sous peine de mort, 4° malade.
6. Réal (André), 1° oui, 2° oui, 3° détention pendant la guerre, sauf à commuer cette peine dans des temps plus calmes en un bannissement perpétuel, 4° non.
7. Boissieu (Pierre-Joseph-Didier), 1° oui, 2° comme juge non, comme législateur oui (le non sera retenu), 3° réclusion pendant la guerre et bannissement à la paix, 4° non.
8. Genissieu (Jean-Joseph-Victor), 1° oui, 2° non, 3° la mort avec l'amendement de Mailhe tendant à examiner s'il est politique et utile de presser ou de retarder l'exécution, 4° oui
9. Charrel (Pierre-François), 1° oui, 2° non, 3° la mort, 4° non.

### Jura
8 députés et 3 suppléants
1. Théodore Vernier, 1° oui, 2° oui motivé, 3° détention et le bannissement à la paix, 4° oui.
2. Laurenceot (Jacques-Henri), 1° oui, 2° oui, 3° réclusion et bannissement de Louis et de toute sa famille à l'époque de la paix, 4° oui.
3. Grenot (Antoine), 1° oui, 2° oui, 3° la mort, 4° oui.
4. Prost (Claude-Charles), 1° oui, 2° non, 3° la mort, 4° non.
5. Babey (Pierre-Athanase-Marie), 1° oui, 2° oui, 3° réclusion jusqu'à la paix, et bannissement à cette époque sous peine de mort, 4° oui.
6. Amyon (Jean-Claude), 1° oui, 2° oui, 3° la mort, 4° non.
7. Ferroux (Étienne-Joseph), 1° oui, 2° oui, 3° la mort, 4° oui.
8. Bonguyod ou Bonguiot (Marc-François), 1° oui, 2° oui, 3° détention à perpétuité, sauf à la commuer en déportation, si les circonstances le permettent, 4° oui.

### Landes
6 députés et 2 suppléants
1. Dartigoeyte (Pierre-Arnaud), 1° oui, 2° non, 3° la mort, 4° non.
2. Lefranc (Jean-Baptiste), 1° oui, 2° non, 3° bannissement, et préalablement la détention jusqu'à la paix, 4° oui.
3. Cadroy (Paul), 1° oui, 2° non, 3° détention, 4° oui.
4. Ducos l'aîné (Roger), 1° oui, 2° non, 3° la mort, 4° non.
5. Dyzez (Jean), 1° oui, 2° non, 3° la mort, 4° non.
6. Saurine (Jean-Baptiste Pierre)), 1° oui, 2°oui, 3° détention de Louis et de toute sa famille, dans un lieu sûr, jusqu'à ce que la paix soit solidement établie, sauf à prendre alors tel parti qu'on jugera expédient, 4° oui.

### Loir-et-Cher
7 députés et 5 suppléants
1. Grégoire (Henri), 1° en mission, 2° en mission, 3° en mission, 4° en mission.
2. Chabot (François), 1° oui, 2° non, 3° la mort, 4° non.
3. Brisson (Marcou), 1° oui, 2° non, 3° la mort, 4° non.
4. Frécine (Augustin-Lucie), 1° oui, 2° non, 3° la mort, 4° non.
5. Claude-Nicolas Leclerc, 1° oui, 2° non, 3° détention perpétuelle, 4° oui.
6. Venaille (Pierre-Étienne), 1° oui, 2° non, 3° la mort, 4° non.
7. Foussedoire (André), 1° oui, 2° non, 3° la mort, 4° non.

### Loire
Département créé par partition du département de Rhône-et-Loire, approuvée par la Convention nationale le 29 brumaire an II (19 novembre 1793).

### Haute-Loire
7 députés et 4 suppléants
1. Reynaud (Claude-André-Benoît), 1° oui, 2° non, 3° la mort, 4° non.
2. Faure (Balthazar), 1° oui, 2° non, 3° la mort, 4° non.
3. Delcher (Joseph-Antoine), 1° oui, 2° non motivé, 3° la mort, 4° non.
4. Rongies (Antoine), 1° oui, 2° non, 3° la mort, 4° non.
5. Bonet (Joseph-Balthazar), 1° oui, 2° oui, 3° la mort, 4° oui.
6. Camus (Armand-Gaston), 1° en mission, 2° en mission, 3° en mission, 4° en mission,
7. Barthélemy (Jean-André), 1° oui, 2° oui, 3° la mort, 4° non conditionnel.

### Loire-Inférieure
8 députés et 3 suppléants
1. Méaulle (Jean-Nicolas), 1° oui, 2° non motivé, 3° la mort, 4° non.
2. Lefebvre de Nantes (Julien), 1° oui, 2° oui, 3° réclusion et déportation à la paix, 4° oui.
3. Chaillon (Étienne), 1° oui, 2° oui, 3° réclusion durant toute la guerre, et bannissement à la paix, 4° oui.
4. Mellinet (François), 1° oui, 2° oui, 3° réclusion pendant la guerre et déportation après la paix, 4° oui.
5. Villers (François-Toussaint), 1° oui, 2° non, 3° la mort, 4° non.
6. Fouché (Joseph), 1° oui, 2° non, 3° la mort, 4° non.
7. Jary ou Jarry (François-Joseph), 1° oui, 2° oui, 3° réclusion jusqu'à la paix et bannissement perpétuel lorsque le gouvernement républicain  sera solidement établi, 4° oui.
8. Coustard (Anne-Pierre), 1° oui, 2° oui, 3° réclusion jusqu'à la paix et bannissement après la guerre, 4° oui.

### Loiret
9 députés et 4 suppléants
1. Gentil (Michel), 1° oui, 2° oui, 3° réclusion jusqu'à la paix générale, et l'affermissement de la liberté, puis la déportation après la guerre, 4° s'abstient.
2. Garran de Coulon (Jean-Philippe), 1° oui, 2° oui, 3° réclusion, 4° oui.
3. Lepage (Louis-Pierre-Nicolas-Marie), 1° oui, 2° non, 3° détention pendant la guerre et bannissement à la paix, 4° oui.
4. Pellé (Bon-Thomas), 1° oui, non comme juge mais comme membre d'un Corps législatif et politique, 2° non, 3° détention pendant la guerre et déportation perpétuelle ensuite, 4° oui.
5. Lombard-Lachaux (Pierre), 1° oui, 2° non, 3° la mort, 4° oui.
6. Guérin des Marchais (Pierre), 1° oui, 2° non, 3° réclusion jusqu'à la paix, et expulsion après la guerre, 4° oui.
7. Delagueulle de Coinces (René-Louis), 1° oui, 2° non, 3° la mort, 4° non.
8. Louvet de Couvray (Jean-Baptiste), 1° oui, 2°oui motivé, 3° la mort avec sursis jusqu'à l'acceptation de la Constitution par le peuple, 4° oui.
9. Bourdon (Léonard), 1° oui, 2° non motivé, 3° la mort, 4° non.

### Lot
10 députés et 3 suppléant
| Députés                                    | Louis Capet est-il coupable de conspiration contre la liberté publique et d'attentats contre la sûreté générale de l'État ? | Le jugement de la Convention nationale contre Louis Capet sera-t-il soumis à la ratification du peuple ? | Quelle peine sera infligée à Louis ?                                                                                     | Y aura-t-il un sursis à l'exécution du jugement de Louis Capet ? |
| ------------------------------------------ | --- | --- | --- | ---------------------------------------------------------------- |
| La Boissière (Jean-Baptiste)               | Oui | Non motivé                                                                                               | La mort avec l'amendement de Mailhe tendant à examiner s'il est politique et utile de presser ou de retarder l'exécution | Oui                                                              |
| Cledel (Étienne)                           | Oui | Non | La mort | Non                                                              |
| Salleles (Jean)                            | Oui | Oui | La réclusion jusqu'à la paix et ensuite le bannissement                                                                  | Oui                                                              |
| Jeanbon Saint-André (André)                | Oui | Non | La mort | Non                                                              |
| Monmayou (Hugues-Guillaume-Bernard-Joseph) | Oui | Non | La mort | Non                                                              |
| Cavaignac (Jean-Baptiste)                  | Oui | Non | La mort | Non                                                              |
| Bouygues (Jean-Pierre)                     | Oui | Non | La réclusion | Oui                                                              |
| Cayla (Jean-Baptiste)                      | Oui | Non | Malade | Malade                                                           |
| Delbrel (Pierre)                           | Oui | Non motivé                                                                                               | La mort avec sursis jusqu'à ce que la Convention aura pris des mesures de sûreté générale sur la famille des Bourbons    | Oui                                                              |
| Albouys (Barthélemy)                       | Oui | Oui | La réclusion jusqu'à la paix et ensuite le bannissement                                                                  | Oui                                                              |

### Lot-et-Garonne
9 députés et 3 suppléants
| Députés                         | Louis Capet est-il coupable de conspiration contre la liberté publique et d'attentats contre la sûreté générale de l'État ? | Le jugement de la Convention nationale contre Louis Capet sera-t-il soumis à la ratification du peuple ? | Quelle peine sera infligée à Louis ?                                                                                     | Y aura-t-il un sursis à l'exécution du jugement de Louis Capet ? |
| ------------------------------- | --- | --- | --- | ---------------------------------------------------------------- |
| Vidalot (Antoine)               | Oui | Non | La mort | Non                                                              |
| Laurent (Antoine-Jean-Blaise)   | Oui | Oui | La réclusion | Oui                                                              |
| Paganel (Pierre)                | Oui | Non | La mort avec l'amendement de Mailhe tendant à examiner s'il est politique et utile de presser ou de retarder l'exécution | Oui                                                              |
| Claverye (Jean-Baptiste-Joseph) | Oui | Oui | La réclusion jusqu'à la paix et ensuite le bannissement                                                                  | Oui                                                              |
| Larroche (Jean-Félix-Samuel)    | Oui | Oui | Détention pendant la guerre, et le bannissement à la paix                                                                | Oui                                                              |
| Boussion (Pierre)               | Oui | Oui | La mort | Non                                                              |
| Guyet-Laprade (Pierre-Jules)    | Oui | Oui | La détention pendant la guerre et le bannissement à la paix                                                              | Oui                                                              |
| Fournel (Marc-Antoine)          | Oui | Non | La mort | Oui                                                              |
| Noguères (Thomas)               | Oui | Oui | Réclusion, jusqu'à la paix et le bannissement dans un moment opportun                                                    | Oui                                                              |

### Lozère
5 députés et 2 suppléants
| Députés                             | Louis Capet est-il coupable de conspiration contre la liberté publique et d'attentats contre la sûreté générale de l'État ? | Le jugement de la Convention nationale contre Louis Capet sera-t-il soumis à la ratification du peuple ? | Quelle peine sera infligée à Louis ? | Y aura-t-il un sursis à l'exécution du jugement de Louis Capet ? |
| ----------------------------------- | --- | --- | --- | ---------------------------------------------------------------- |
| Barrot (Jean-André)                 | Oui | Oui | Déportation de Louis, de sa femme et de ses deux enfants dans une de nos îles les plus inaccessibles, gardés par un corps de Parisiens jusqu'à ce que cette mesure soit jugée inutile | Non                                                              |
| Chateauneuf-Randon (Alexandre-Paul) | Oui | Non | La mort | Non                                                              |
| Servière (Laurent)                  | Oui | Non | Réclusion dans un lieu de sûreté, et la mort dans le cas seulement où l'ennemi envahirait le territoire français                                                                      | malade                                                           |
| Pelet (Jean)                        | en mission | en mission                                                                                               | en mission | en mission                                                       |
| Monestier (Pierre-Laurent)          | Oui | Non | La mort, en demandant que la peine ne soit appliquée qu'à la paix | Non                                                              |

### Maine-et-Loire
11 députés et 4 suppléants
| Députés                             | Louis Capet est-il coupable de conspiration contre la liberté publique et d'attentats contre la sûreté générale de l'État ? | Le jugement de la Convention nationale contre Louis Capet sera-t-il soumis à la ratification du peuple ? | Quelle peine sera infligée à Louis ?                                                           | Y aura-t-il un sursis à l'exécution du jugement de Louis Capet ? |
| ----------------------------------- | --- | --- | ---------------------------------------------------------------------------------------------- | ---------------------------------------------------------------- |
| Choudieu (René-Pierre)              | Oui | Non | La mort                                                                                        | Non                                                              |
| Delaunay l'aîné (Joseph)            | Oui | Non | La mort                                                                                        | Non                                                              |
| Dehoulière (Louis-Charles-Auguste)  | Oui | Oui | La réclusion pendant la guerre, et sa déportation après la paix, ainsi que celle de sa famille | absent                                                           |
| La Revellière-Lépeaux (Louis-Marie) | Oui | Non motivé                                                                                               | La mort                                                                                        | Non                                                              |
| Pilastre (Urbain-René)              | Oui | Non | La réclusion jusqu'à la paix et le bannissement à cette époque                                 | Oui                                                              |
| Leclerc (Jean-Baptiste)             | Oui | Non | La mort                                                                                        | Non                                                              |
| Dandenac l'aîné (Marie-François)    | Oui | Non | La réclusion jusqu'à la paix et le bannissement ensuite                                        | Oui                                                              |
| Delaunay le jeune (Pierre-Marie)    | Oui | Non | La réclusion jusqu'à la paix et le bannissement ensuite                                        | Oui                                                              |
| Pérard (Charles-François-Jean)      | Oui | Non motivé                                                                                               | La mort                                                                                        | Non                                                              |
| Dandenac le jeune (Jacques)         | Oui | Non | La déportation de tous les prisonniers qui sont au Temple                                      | Oui                                                              |
| Lemaignan (Julien-Camille)          | Oui | Non | La réclusion jusqu'à la paix et le bannissement ensuite                                        | Oui                                                              |

### Manche
13 députés et 5 suppléants
| Députés                                      | Louis Capet est-il coupable de conspiration contre la liberté publique et d'attentats contre la sûreté générale de l'État ? | Le jugement de la Convention nationale contre Louis Capet sera-t-il soumis à la ratification du peuple ? | Quelle peine sera infligée à Louis ?                                                                                                 | Y aura-t-il un sursis à l'exécution du jugement de Louis Capet ? |
| -------------------------------------------- | --- | --- | --- | ---------------------------------------------------------------- |
| Sauvé (Gervais)                              | Oui | Oui | La réclusion jusqu'à la paix, et la déportation à cette époque                                                                       | Oui                                                              |
| Poisson (Jacques)                            | Oui | Oui | La réclusion pendant la guerre, et la déportation à la paix                                                                          | Oui                                                              |
| Lemoine (Jean-Angélique)                     | Oui | Non | La mort | Non                                                              |
| Le Tourneur (Étienne-François-Louis-Honoré)  | Oui | Oui | La mort | Non                                                              |
| Ribet (Bon-Jacques-Gabriel-Bernardin)        | Oui | Oui | La mort avec sursis jusqu'à l'expulsion des Bourbons                                                                                 | Oui                                                              |
| Pinel (Pierre-Louis)                         | Oui | Oui | La détention jusqu'à la paix et la déportation ensuite                                                                               | Oui                                                              |
| Le Carpentier (Jean-Baptiste)                | Oui | Non | La mort | Non                                                              |
| Havin (Édouard-Léonor)                       | Oui | Oui | La mort | Oui                                                              |
| Bonnesœur-Bourginière (Siméon-Jacques-Henri) | Oui | Oui | La mort avec sursis jusqu'à vingt-quatre heures après le décret d'accusation contre Marie-Antoinette et le bannissement des Bourbons | Oui                                                              |
| Engerran-Deslandes (Jacques)                 | Oui | Oui | La détention perpétuelle | Oui                                                              |
| Regnauld-Bretel (Charles-Louis-François)     | Oui | Non | La détention jusqu'à la fin de la guerre et le bannissement à la paix                                                                | Oui                                                              |
| Laurence (André-François)                    | Oui | Oui | La mort avec sursis tant que l'Espagne ne déclarera pas la guerre, et jusqu'à ce que l'Allemagne nous ait donné une paix honorable   | Oui                                                              |
| Hubert-Dumanoir (Jean Michel)                | Oui | Oui | La mort | Oui                                                              |

### Marne
10 députés et 4 suppléants
1. Prieur (Pierre-Louis), 1° oui, 2° non motivé, 3° la mort, 4° non.
2. Thuriot (Jacques-Alexis), 1° oui, 2° non, 3° la mort, 4° non.
3. Charlier (Louis-Joseph), 1° oui, 2° non, 3° la mort, 4° non.
4. Delacroix (Charles-François), 1° oui, 2° non, 3° la mort, 4° non.
5. Jean-Louis Deville, 1° oui, 2° non, 3° la mort, 4° non.
6. Poulain-Boutancourt (Jean-Baptiste-Célestin), 1° oui, 2° oui, 3° la réclusion jusqu'à la fin de la guerre et le bannissement à la paix, 4° oui.
7. Drouet (Jean-Baptiste), 1° malade, 2° malade, 3° la mort, 4° non.
8. Armonville (Jean-Baptiste), 1° oui, 2° non, 3° la mort, 4° non.
9. Blanc (François-Joseph), 1° oui, 2° non, 3° la réclusion pendant la guerre, et le bannissement à la paix, 4° oui.
10. Battellier (Jean-César), 1° oui, 2° non, 3° la mort, 4° non.

### Haute-Marne
7 députés et 3 suppléants
1. Guyardin (Louis), 1° oui, 2° non, 3° la mort, 4° non.
2. Monnel (Simon-Edme), 1° oui, 2° non, 3° la mort, 4° non.
3. Roux (Louis-Félix), 1° oui, 2° non motivé, 3° la mort, 4° non.
4. Valdruche (Anne Joseph Arnould), 1° oui, 2° non, 3° la mort, 4° non.
5. Chaudron-Rousseau (Guillaulme), 1° oui, 2° non, 3° la mort, 4° non.
6. Laloy Jeune (Pierre-Antoine), 1° oui, 2° non, 3° la mort, 4° non.
7. Wandelaincourt (Antoine-Hubert), 1° se récuse et motive sa décision, 2° se récuse, 3° le bannissement après la guerre, 4° oui.

### Mayenne
8 députés et 3 suppléants
| Députés                                | Louis Capet est-il coupable de conspiration contre la liberté publique et d'attentats contre la sûreté générale de l'État ? | Le jugement de la Convention nationale contre Louis Capet sera-t-il soumis à la ratification du peuple ? | Quelle peine sera infligée à Louis ? | Y aura-t-il un sursis à l'exécution du jugement de Louis Capet ? |
| -------------------------------------- | --- | --- | --- | ---------------------------------------------------------------- |
| Bissy le jeune (Jacques-François)      | Oui | Non | La mort avec sursis jusqu'au moment où les puissances étrangères voudraient envahir le territoire de la République ; dans le cas où elles ne le feraient pas, examen par la Convention s'il n'y a pas lieu à commuer la peine | Oui                                                              |
| Esnüe de la Vallée (François- Joachim) | Oui | Non | La mort | Non                                                              |
| Grosse-du-Rocher (François)            | Oui | Non | La mort | Non                                                              |
| Enjubault (Mathurin)                   | Oui | Non | La mort avec sursis jusqu'au moment où les puissances étrangères envahiraient notre territoire ; dans le cas contraire, examen par la Convention s'il n'y a pas lieu à commuer la peine                                       | Oui                                                              |
| Serveau-Touchevalier (François)        | Oui | Non | La mort avec sursis jusqu'au moment où les puissances étrangères envahiraient notre territoire ; dans le cas contraire, examen par la Convention s'il n'y a pas lieu à commuer la peine                                       | Oui                                                              |
| Plaichard Choltière (René-François)    | Oui | Non | La détention jusqu'à la paix et son bannissement ainsi que celui de sa famille après la guerre | Oui                                                              |
| Villar (Noël-Gabriel-Luce)             | Oui | Non | Détention pendant la guerre, et après cette époque, bannissement à perpétuité | Oui                                                              |
| Lejeune (René-François)                | Oui | Non | Détention perpétuelle | Oui                                                              |

### Meurthe
8 députés et 3 suppléants
1. Salle (Jean-Baptiste), 1° oui, 2° oui, 3° détention jusqu') la paix, puis bannissement après la guerre, 4° oui.
2. Mallarmé (François-René-Auguste), 1° oui, 2° non, 3° la mort, 4° non.
3. Levasseur (Antoine Louis), 1° oui, 2° non, 3° la mort, 4° non.
4. Mollevaut (Étienne), 1° oui, 2° oui, 3° détention et exil à l'époque de la paix, 4° oui.
5. Bonneval (Germain), 1° oui, 2° non, 3° la mort, 4° non.
6. Lalande (Luc-François), 1° je déclare que je ne suis pas juge et qu'en conséquence je ne dis ni oui, ni non, 2° oui, 3° bannissement le plus prompt, 4° oui.
7. Michel (Pierre), 1° oui, 2° oui, 3° détention jusqu'à la fin de la guerre et le bannissement à la paix, 4° oui.
8. Zangiacomi fils (Joseph), 1° oui, 2° oui, 3° détention pendant la guerre et le bannissement quand la sûreté publique le permettra, 4° oui.

### Meuse
8 députés et 3 suppléants
1. Moreau (Jean), 1° oui, 2° oui, 3° bannissement, qui n'aura lieu qu'à la paix, 4° oui.
2. Marquis (Jean-Joseph), 1° oui, 2° oui, 3° détention provisoire comme otage, puis bannissement, 4° oui.
3. Tocquot (Charles-Nicolas), 1° oui, 2°oui, 3° réclusion provisoire et bannissement après la guerre, 4° oui.
4. Pons (Philippe-Laurent), 1° oui, 2° non, 3° la mort, 4° non.
5. Roussel (Claude-Jean), 1° oui, 2° oui, 3° détention jusqu'à la fin de la guerre et bannissement à la paix, 4° oui.
6. Bazoche (Claude-Hubert), 1° oui, 2° oui, 3° détention provisoire comme otage, puis bannissement, 4° oui.
7. Humbert (Sébastien), 1° oui, 2° oui, 3° réclusion pendant la guerre et bannissement à la paix, 4° oui.
8. Harmand (Jean-Baptiste), 1° oui, 2° non, 3° bannissement immédiat avec sa femme, ses enfants et sa sœur, 4° non.

### Morbihan
8 députés et 3 suppléants
1. Le Malliaud (Joseph-François), 1° oui, 2° non, 3° réclusion provisoire et bannissement à la paix, sous peine de mort, 4° non.
2. Lehardy (Pierre), 1° oui, 2° oui, 3° détention tant que la République courra quelques risques, ou jusqu'au moment où le peuple aura accepté la Constitution, puis bannissement avec celui de tous les Bourbons, 4° oui.
3. Corbel (Vincent-Claude), 1° oui, 2° non, 3° détention comme otage, sauf les mesures ultérieures à prendre en cas d'invasion du territoire de la République, 4° non.
4. Lequinio (Joseph-Marie), 1° oui, 2° non, 3° la mort, 4° non.
5. Audrein (Yves-Marie), 1° oui, 2° oui, 3° la mort avec l'amendement de Mailhe tendant à examiner s'il est politique et utile de presser ou de retarder l'exécution, 4° oui.
6. Gillet (René-Mathurin), 1° oui, 2° non, 3° détention jusqu'à la fin de la guerre et son bannissement et celui de sa famille à la paix, 4° non.
7. Michel (Guillaume), 1° oui, 2° non, 3° réclusion pendant la guerre et ensuite déportation, dès que la sûreté publique le permettra, 4° oui.
8. Roüault (Joseph-Yves), 1° oui, 2° non, 3° réclusion jusqu'à la fin de la guerre et expulsion à la paix, 4° oui.

### Moselle
8 députés et 3 suppléants
1. Merlin de Thionville (Antoine), 1° en mission, 2° en mission, 3° en mission, 4° en mission.
2. Anthoine (François-Nicolas), 1° oui, 2° non motivé, 3° la mort, 4° non.
3. Couturier (Jean-Pierre), 1° en mission, 2° en mission, 3° en mission, 4° en mission.
4. Hentz (Nicolas), 1° oui, 2° non, 3° la mort, 4° non.
5. Blaux (Nicolas François), 1° oui, 2° non, 3° détention jusqu'à la paix et le bannissement à cette époque, 4° oui.
6. Thirion (Didier), 1° oui, 2° non, 3° la mort, 4° non.
7. Becker (Joseph), 1° oui, 2° non, 3° détention perpétuelle, 4° oui.
8. Bar (Jean-Étienne), 1° oui, 2° non, 3° la mort, 4° non.

### Nièvre
7 députés et 3 suppléants
1. Sautereau (Jean), 1° oui, 2° non, 3° la mort, 4° absent.
2. Dameron (Joseph-Charlemagne), 1° oui, 2° non, 3° la mort, 4° non.
3. Lefiot (Jean-Alban), 1° oui, 2° non, 3° la mort, 4° non.
4. Guillerault (Jean-Guillaume), 1° oui, 2° oui, 3° la mort, 4° non.
5. Legendre (François-Paul), 1° oui, 2° non, 3° la mort, 4° non.
6. Goyre-Laplanche (Jacques-Léonard), 1° oui, 2° non, 3° la mort, 4° non.
7. Jourdan (Jean-Baptiste), 1° oui, 2° oui, 3° détention provisoire, puis le bannissement quand il sera sans danger de procéder à l'exécution de ce décret, 4° oui.

### Nord
12 députés et 4 suppléants
1. Merlin (de Douai) (Philippe-Antoine), 1° oui, 2° non motivé, 3° la mort, 4° non.
2. Duhem (Pierre-Joseph), 1° oui, 2° non, 3° la mort, 4° non.
3. Gossuin (Eugène Constant Joseph César), 1° en mission, 2° en mission, 3° en mission, 4° en mission.
4. Henri Louis Joseph Cochet, 1° oui, 2° non, 3° la mort, 4° non.
5. Fockedey (Jean-Jacques), 1° oui, 2° oui, 3° détention de Louis et de sa famille jusqu'à ce que la République ne soit plus en danger ; le bannissement ensuite, 4° oui.
6. Lesage-Senault (Gaspard-Jean-Joseph), 1° oui, 2° non, 3° la mort, 4° non.
7. Carpentier (Antoine-François), 1° oui, 2° non, 3° la mort, 4° non.
8. Briez (Philippe Constant Joseph), 1° oui, 2° non, 3° la mort, 4° non.
9. Sallengros (Albert-Boniface-François), 1° oui, 2° non, 3° la mort, 4° non.
10. Poultier (François-Martin), 1° oui, 2° non, 3° la mort, 4° non.
11. Aoust (Eustache-Jean-Marie, ci-devant marquis d'). 1° oui, 2° non, 3° la mort, 4° non.
12. Boÿaval (Charles-Louis-Laurent), 1° oui, 2° non, 3° la mort, 4° non.

### Oise
12 députés et 5 suppléants
1. Coupé (Jacques-Michel), 1° oui, 2° non, 3° la mort, 4° non.
2. Calon (Étienne-Nicolas), 1° oui, 2° non, 3° la mort, 4° non.
3. Massieu (Jean-Baptiste), 1° oui, 2° non, 3° la mort, 4° non.
4. Villette (Charles), 1° oui, 2° non, 3° réclusion et bannissement à l'époque de la paix, 4° oui.
5. Mathieu (Jean-Baptiste-Charles), 1° oui, 2° non, 3° la mort, 4° non.
6. Cloots (Jean-Baptiste-Anacharsis). 1° oui, 2° non, 3° la mort, 4° non.
7. Portiez (Louis-François), 1° oui, 2° non, 3° la mort avec l'amendement de Mailhe tendant à examiner s'il est politique et utile de presser ou de retarder l'exécution, 4° non.
8. Godéfroy (Charles-François-Marie), 1° en mission, 2° en mission, 3° en mission,
9. Isoré (Jacques), 1° oui, 2° non, 3° la mort, 4° non.
10. Delamarre (Antoine), 1° oui, 2° oui, 3° réclusion jusqu'à six mois après la paix et bannissement ensuite, sans pouvoir rentrer, sous peine de mort, 4° oui.
11. Bourdon (François-Louis), 1° oui, 2° non, 3° la mort, 4° non.
12. Bezard (François-Siméon), 1° oui, 2° non, 3° la mort, 4° non.

### Orne
10 députés et 7 suppléants
1. Dufriche-Valazé (Charles-Éléonor), 1° oui, 2° oui, 3° la mort avec sursis jusqu'à ce qu'il ait été prononcé sur le sort de la famille de Louis Capet, 4° oui.
2. Bertrand de La Hosdinière (Charles-Ambroise), 1° oui, 2°oui motivé, 3° la mort, 4° non.
3. Plet-Beauprey (Pierre-François-Nicolas), 1° oui, 2°oui, 3° la mort avec sursis jusqu'à ce que la Convention nationale ait pris des mesures certaines pour que la famille des Bourbons, j'entends surtout Philippe-Égalité, ne puisse être nuisible à l'établissement d'une République une et indivisible, 4° oui.
4. Duboë (Pierre-François), 1° oui, 2° oui, 3° détention pendant la guerre actuelle et bannissement à perpétuité après la paix, sous peine de mort en cas de rentrée sur le territoire français, 4° oui.
5. Dugué d'Assé (Jacques-Claude), 1° oui, 2° oui, 3° bannissement, mais pour qu'il n'ait son exécution qu'après la paix, 4° oui.
6. Thomas-La-Prise (Charles-Jean-Étienne), 1° oui, 2° s'abstient, 3° la mort avec sursis jusqu'au moment où les ennemis envahiraient notre territoire, 4° oui.
7. Fourmy (Jean-Denis), 1° oui, 2° oui, 3° détention jusqu'à la paix et déportation ensuite, sous peine de mort, en cas de contravention, 4° oui.
8. Dubois (Louis-Toussaint-Jullien), 1° oui, 2° non, 3° la mort, 4° non.
9. Collombel de La Roussellière (Louis-Jacques), 1° oui, 2° non, 3° la mort, 4° non.
10. Desgroüas (Charles-François-Grégoire-Michel-Étienne), 1° oui, 2° oui, 3° la mort, 4° non.

### Paris
24 députés et 8 suppléants
1. Robespierre l'aîné (Maximilien-Marie-Isidore), 1° oui, 2° non, 3° la mort, 4° non.
2. Danton (Georges-Jacques), 1° en mission, 2° en mission, 3° la mort, 4° non.
3. Collot-d'Herbois (Jean-Marie), 1* en mission, 2° en mission, 3° la mort, 4° non.
4. Manuel (Pierre-Louis), 1° oui, 2° oui, 3° emprisonnement ailleurs qu'à Paris, puis déportation, 4° Démissionnaire.
5. Billaud-Varenne (Jacques-Nicolas), 1° oui, 2° non motivé, 3° la mort, 4° non.
6. Desmoulins (Benoît-Camille), 1° oui, 2° non motivé, 3° la mort, 4° non.
7. Marat (Jean-Paul), 1° oui, 2° non, 3° la mort, 4° non.
8. Lavicomterie (Louis-Charles de), 1° oui, 2° non motivé, 3° la mort, 4° non.
9. Legendre (Louis), 1° oui, 2° non, 3° la mort, 4° non.
10. Raffron de Trouillet (Nicolas), 1° oui motivé, 2° non, 3° la mort, 4° non.
11. Panis (Étienne-Jean), 1° oui, 2° non, 3° la mort, 4° non.
12. Sergent (Antoine-François), 1° oui, 2° non motivé, 3° la mort, 4° non.
13. Robert (Pierre-François-Joseph), 1° oui, 2° non motivé, 3° la mort, 4° non.
14. Dusaulx (Jean-Joseph), 1° oui, 2° oui, 3° détention pendant la guerre et bannissement à la paix, 4° oui.
15. Fréron (Stanislas-Louis-Marie), 1° oui, 2° non, 3° la mort, 4° non.
16. Beauvais (Charles-Nicolas), 1° oui, 2° non, 3° la mort, 4° non.
17. Fabre d'Églantine (Philippe François Nazaire Fabre, dit), 1° oui, 2° non motivé, 3° la mort, 4° non.
18. Osselin (Charles-Nicolas), 1° oui motivé, 2° non motivé, 3° la mort, 4° non.
19. Robespierre le jeune (Augustin-Bon-Joseph), 1° oui, 2° non, 3° la mort, 4° non.
20. David (Jacques-Louis), 1° oui, 2° non, 3° la mort, 4° non.
21. Boucher (Antoine-Sauveur), 1° oui, 2° non motivé, 3° la mort, 4° non.
22. Laignelot (Joseph-François), 1° oui, 2° non, 3° la mort, 4° non.
23. Thomas (Jean-Jacques), 1° oui, 2° non, 3° détention jusqu'à la paix avec la condition que Louis subira la mort au moment où les puissances envahiraient notre territoire, 4° oui.
24. Orléans (Louis-Philippe-Joseph-Égalité de Bourbon, duc d'), 1° oui, 2° non, 3° la mort, 4° non.

N.B. Le département de Paris fut remplacé par le département de la Seine en 1795.

### Pas-de-Calais
11 députés et 5 suppléants
1. Carnot (Lazare-Nicolas-Marguerite), 1° oui, 2° non, 3° la mort, 4° non.
2. Duquesnoy (Ernest-Dominique-François-Joseph), 1° oui, 2° non, 3° la mort, 4° non.
3. Le Bas (Philippe-François-Joseph), 1° oui, 2° non, 3° la mort, 4° non.
4. Paine (Thomas), 1° oui, 2° non, 3° détention jusqu'à la fin de la guerre et bannissement perpétuel après la guerre, 4° oui.
5. Personne (Jean-Baptiste), 1° oui, 2°oui motivé, 3° détention pendant la guerre et bannissement à la paix, 4° oui.
6. Guffroy (Armand-Joseph), 1° oui, 2° non, 3° la mort, 4° non.
7. Enlart (Nicolas-François-Marie), 1° oui, 2° non, 3° déportation et détention dans une de nos îles pendant la guerre et bannissement à la paix, 4° absent.
8. Bollet (Philippe-Albert), 1° oui, 2° non, 3° la mort, 4° non.
9. Magniez (Antoine-Guillain), 1° oui, 2° oui, 3° détention pendant la guerre et bannissement à la paix, 4° oui.
10. Daunou (Pierre-Claude-François), 1° oui motivé, 2° non, 3° déportation à la paix et détention provisoire pendant la guerre, 4° oui.
11. Varlet (Charles-Zachée-Joseph), 1° oui, 2° oui, 3° réclusion pendant la guerre et bannissement perpétuel à la paix, sous peine de mort, 4° oui.

### Puy-de-Dôme
12 députés et 4 suppléants
1. Couthon (Georges), 1° oui, 2° non, 3° la mort, 4° non.
2. Gibergues (Pierre), 1° oui, 2° non, 3° la mort, 4° non.
3. Maignet (Étienne-Christophe), 1° oui, 2° non, 3° la mort, 4° non.
4. Romme (Charles-Gilbert), 1° oui, 2° non, 3° la mort, 4° non.
5. Soubrany (Pierre-Amable), 1° oui, 2° non, 3° la mort, 4° non.
6. Bancal (Jean-Henri)), 1° oui, 2° oui, 3° emprisonnement en otage, sous condition de répondre de sa tête de l'invasion du territoire français par l'ennemi, et après la guerre, bannissement à perpétuité, 4° oui.
7. Girot-Pouzol (Jean-Baptiste), 1° oui, 2° oui, 3° détention jusqu'à la paix, et bannissement ensuite à perpétuité de toute la famille, 4° oui.
8. Rudel (Claude-Antoine), 1° oui, 2° non, 3° la mort, 4° non.
9. Artauld-Blanval (Joseph), 1° oui, 2° non, 3° la mort, 4° non.
10. Monestier (Jean-Baptiste-Benoît), 1° oui, 2° non, 3° la mort, 4° non.
11. Dulaure (Jacques-Antoine), 1° oui, 2° non, 3° la mort, 4° non.
12. Laloue (Jean-Robin), 1° oui, 2° oui, 3° la mort, 4° non.

### Basses-Pyrénées
6 députés et 3 suppléants
1. Sanadon (Jean-Baptiste), 1° oui, 2° oui, 3° la détention, jusqu'à ce que la République soit reconnue par les puissances de l'Europe ; le bannissement alors, sous peine de mort, 4° oui.
2. Conte (Antoine), 1° je vote oui, comme législateur. Comme juge, je n'ai rien à dire, 2°oui, 3° la détention pendant la guerre, et le bannissement à la paix, sous peine de mort, 4° oui.
3. Pémartin (Joseph), 1° oui, 2° non, 3° la détention, et à la paix un bannissement perpétuel, 4° oui.
4. Meillan (Arnaud), 1° oui, 2° oui, 3° la détention et le bannissement après l'affermissement de la République, 4° oui.
5. Casenave (Antoine), 1° oui, 2° oui, 3° réclusion de Louis et de sa famille, jusqu'après la paix, et leur exil perpétuel à cette époque (demande également que la majorité des voix soit fixée aux deux tiers au moins), 4° oui.
6. Neveu (Étienne), 1° oui, 2° oui, 3° détention pendant tout le temps que durera la guerre, sauf à prendre des mesures à la paix si les circonstances l'exigent, 4° oui.

### Hautes-Pyrénées
6 députés et 2 suppléants
1. Barère, ci-devant de Vieuzac (Bertrand), 1° oui, 2° non, 3° la mort, 4° non.
2. Dupont (Pierre-Charles-François), 1° oui, 2° oui motivé, 3° la mort avec sursis jusqu'à ce que le territoire de la République soit purgé des Bourbons, 4° oui.
3. Gertoux (Brice), 1° oui, 2° non, 3° détention pendant la guerre et bannissement à la paix, 4° oui.
4. Picqué (Jean-Pierre), 1° oui, 2° non, 3° la mort, avec sursis jusqu'à la fin des hostilités, 4° oui.
5. Féraud (Jean). 1° oui, 2° non, 3° la mort, 4° non.
6. Lacrampe (Jean), 1° oui, 2° oui, 3° la mort, 4° non.

### Pyrénées-Orientales
5 députés et 2 suppléants
1. Guiter (Joseph), 1° oui, 2° oui, 3° détention pendant la guerre, et bannissement à la paix, 4° oui.
2. Fabre (Joseph), 1° malade, 2° malade, 3° malade, 4° malade.
3. Birotteau (Jean-Baptiste), 1° oui, 2° oui, 3° la mort avec sursis jusqu'après la paix et l'expulsion des Bourbons, 4° oui.
4. Montegut l'aîné (François-Étienne-Sébastien), 1° oui motivé, 2° non, 3° la mort, 4° non.
5. Cassanÿes (Jacques-Joseph-François), 1° oui, 2° non motivé, 3° la mort, 4° non.

### Bas-Rhin
9 députés et 4 suppléants
1. Rühl (Philippe), 1° en mission, 2° en mission, 3° en mission, 4° en mission.
2. Laurent (Claude-Hilaire), 1° oui, 2° non, 3° la mort, 4° non.
3. Bentabole (Pierre), 1° oui, 2° non, 3° la mort, 4° non.
4. Dentzel (Georges-Frédéric), 1° en mission, 2° en mission, 3° en mission, 4° en mission.
5. Louis (Jean-Antoine), 1° oui, 2° non, 3° la mort, 4° non.
6. Arbogast (Louis François Antoine), 1° oui, 2° non, 3° la détention jusqu'à la paix, et ensuite le bannissement, 4° s'abstient.
7. Simond (Philibert), 1° en mission, 2° en mission, 3° en mission, 4° en mission.
8. Ehrmann (Jean-François), 1° malade, 2° malade, 3° malade, 4° malade.
9. Christiani (Marie-Frédéric-Henri), 1° oui, 2° non, 3° la détention pendant la guerre et le bannissement à la paix, 4° oui.

### Haut-Rhin
7 députés et 3 suppléants
1. Rewbell (Jean-François), 1° en mission, 2° en mission, 3° en mission, 4° en mission.
2. Ritter (François-Joseph), 1° oui, 2° non, 3° la mort, 4° non.
3. Laporte ou Delaporte (Marie-François-Sébastien), 1° oui, 2° non, 3° la mort, 4° non.
4. Johannot (Jean), 1° oui, 2° non, 3° la mort avec l'amendement de Mailhe tendant à examiner s'il est politique et utile de presser ou de retarder l'exécution, 4° oui.
5. Pflieger (Jean-Adam), 1° oui, 2° non, 3° la mort, 4° non.
6. Albert l'aîné (Jean-Bernard), 1° oui, 2° oui, 3° la réclusion jusqu'à la paix, le bannissement ensuite, 4° oui.
7. Dubois (François-Louis-Esprit), 1° oui, 2° non, 3° la détention jusqu'à la paix et le bannissement quand la sûreté publique le permettra, 4° oui.

### Rhône-et-Loire
15 députés et 5 suppléants
Note : le département du Rhône est créé par partition du département de Rhône-et-Loire, approuvée par la Convention nationale le 29 brumaire an II (19 novembre 1793).
| Députés                                 | Louis Capet est-il coupable de conspiration contre la liberté publique et d'attentats contre la sûreté générale de l'État ? | Le jugement de la Convention nationale contre Louis Capet sera-t-il soumis à la ratification du peuple | Quelle peine sera infligée à Louis ? | Y aura-t-il un sursis à l'exécution du jugement de Louis Capet ? |
| --------------------------------------- | --- | --- | --- | ---------------------------------------------------------------- |
| Chasset (Charles-Antoine)               | Oui | Non | La détention jusqu'à la paix et le bannissement ensuite | Non                                                              |
| Dupuy fils (Jean-Baptiste-Claude-Henry) | Oui | Non | La mort | Non                                                              |
| Vitet (Louis)                           | Oui | Oui | Détention, et expulsion de « la race des Bourbons » | Oui                                                              |
| Dubouchet (Pierre)                      | Oui | Non | La mort | Non                                                              |
| Béraud (Marcelin)                       | Oui | Oui | Détention jusqu'à la fin de la guerre, bannissement à la paix | Oui                                                              |
| Pressavin (Jean-Baptiste)               | Oui | Non | La mort | Non                                                              |
| Moulin (Marcelin)                       | Oui | Non | La mort avec sursis jusqu'après l'expulsion de tous les Bourbons | Oui                                                              |
| Michet (Antoine)                        | Oui | Oui | La détention à perpétuité | Non                                                              |
| Patrin (Eugène-Melchior-Louis)          | Oui | Oui | Détention jusqu'à la fin de la guerre et bannissement à la paix | Oui                                                              |
| Forest (Jacques)                        | Oui | Oui | Détention jusqu'à la paix, et ensuite bannissement | Oui                                                              |
| Pointe cadet (Noël)                     | Oui | Non motivé                                                                                             | La mort | Non                                                              |
| Cusset (Joseph-Marie)                   | Oui | Non | La mort | Non                                                              |
| Javogues fils (Claude)                  | Oui | Non | La mort | Non                                                              |
| Lanthenas (François)                    | Oui | Non | La mort avec sursis si nos ennemis nous laissent en paix ; dans ce cas Louis sera seulement exilé hors du territoire de la République, quand la Constitution sera parfaitement assise | Non                                                              |
| Fournier (Antoine)                      | Oui | Oui | Détention jusqu'à la fin de la guerre, bannissement à la paix | Oui                                                              |

### Haute-Saône
7 députés et 3 suppléants
1. Gourdan (Claude-Christophe), 1° oui, 2° non, 3° la mort, 4° non.
2. Vigneron (Claude-Bonaventure), 1° oui, 2° non, 3° réclusion pendant la guerre, et bannissement à la paix, 4° oui.
3. Siblot (Claude-François-Bruno), 1° oui, 2° non, 3° la mort avec l'amendement de Mailhe tendant à examiner s'il est politique et utile de presser ou de retarder l'exécution, 4° non.
4. Chauvier (Claude-François-Xavier), 1° oui, 2° non, 3° détention actuelle, et bannissement à la paix, 4° non.
5. Balivet (Claude-François), 1° oui, 2° non, 3° détention provisoire, et bannissement à la paix, 4° oui.
6. Dornier l'aîné (Claude-Pierre), 1° oui, 2° non, 3° la mort, 4° non.
7. Bolot (Claude-Antoine), 1° oui, 2° non, 3° la mort, 4° oui.

### Saône-et-Loire
11 députés et 6 suppléants
| Députés                                        | Louis Capet est-il coupable de conspiration contre la liberté publique et d'attentats contre la sûreté générale de l'État ? | Le jugement de la Convention nationale contre Louis Capet sera-t-il soumis à la ratification du peuple ? | Quelle peine sera infligée à Louis ? | Y aura-t-il un sursis à l'exécution du jugement de Louis Capet ? |
| ---------------------------------------------- | --- | --- | --- | ---------------------------------------------------------------- |
| Gelin (Jean-Marie)                             | Oui | Non | La mort | Non                                                              |
| Masuyer (Claude Laurent)                       | Oui | Non | Détention jusqu'à la paix, et ensuite bannissement avec toute sa famille | Non                                                              |
| Carra (Jean-Louis)                             | Oui | Non | La mort | Non                                                              |
| Guillermin (Claude-Nicolas)                    | Oui | Non motivé                                                                                               | La mort | Non                                                              |
| Reverchon (Jacques)                            | Oui | Non | La mort | Non                                                              |
| Guillemardet (Ferdinand-Pierre-Marie-Dorothée) | Oui | Non | La mort | Non                                                              |
| Baudot (Marc-Antoine)                          | Oui | Non motivé                                                                                               | La mort | Non                                                              |
| Bertucat (Mathieu-Nicolas)                     | Oui | Oui | Détention perpétuelle | Oui                                                              |
| Mailly (Antoine)                               | Oui | Non | La mort | Non                                                              |
| Moreau (Marie-François)                        | Oui | Non | La mort | Non                                                              |
| Montgilbert (François-Agnès)                   | Oui | Non | La mort avec sursis jusqu'au moment où la République jouira pleinement des bienfaits de sa nouvelle Constitution et que la paix sera solidement établie, exécution du décret dans le cas d'une nouvelle invasion du territoire | Oui.                                                             |

### Sarthe
10 députés et 4 suppléants
1. Richard (Joseph-Étienne), 1° oui, 2° non, 3° la mort, 4° non.
2. François-Primaudière (René), 1° oui, 2° non, 3° la mort, 4° non.
3. Salmon (Gabriel-René-Louis), 1° oui, 2° non, 3° réclusion pendant la guerre, et expulsion du territoire de la République après la paix et l'établissement de la Constitution, 4° oui.
4. Philippeaux (Pierre), 1° oui, 2° non, 3° la mort, 4° non.
5. Boutroue (Laurent-Martial-Stanislas), 1° oui, 2° non, 3° la mort, 4° non.
6. Levasseur (René), 1° oui, 2° non, 3° la mort, 4° non.
7. Chevalier (Jacques), 1° oui, 2° oui, 3° détention pendant la guerre, et bannissement à la paix, 4° oui.
8. Froger-Plisson (Louis-Joseph), 1° oui, 2° non, 3° la mort, 4° non.
9. Sieyes (Emmanuel-Joseph), 1° oui, 2° non, 3° la mort (sans phrase), 4° non.
10. Le Tourneur (Emmanuel-Pierre), 1° oui, 2° non, 3° la mort, 4° non.

### Seine-Inférieure
16 députés et 6 suppléants
1. Albitte l'aîné (Antoine-Louis), 1° oui, 2° non, 3° la mort, 4° non.
2. Pocholle (Pierre-Pomponne-Amédée), 1° oui, 2° non, 3° la mort, 4° non.
3. Hardy (Antoine-François), 1° oui, 2° s'abstient, 3° détention jusqu'à la fin de la guerre et bannissement à la paix, 4° oui.
4. Yger (Jean-Baptiste), 1° oui, 2° oui, 3° détention pendant la guerre et le bannissement après, 4° oui.
5. Hecquet (Charles-Robert), 1° oui, 2° oui, 3° détention jusqu'à la fin de la guerre et bannissement à la paix, sous peine de mort, 4° oui.
6. Duval (Jean-Pierre), 1° oui, 2° oui, 3° détention jusqu'à la fin de la guerre et bannissement à la paix, 4° oui.
7. Vincent (Pierre-Charles-Victor), 1° oui, 2° oui, 3° détention pendant la guerre, et le bannissement de Louis et de sa famille, lorsque la nation le jugera convenable, 4° oui.
8. Faure (Pierre-Joseph-Denis-Guillaume), 1° oui motivé, 2° oui, 3° détention pendant toute la durée de la guerre, 4° oui.
9. Lefebvre (Pierre-Louis-Stanislas), 1° oui, 2° non, 3° détention pendant la guerre, et bannissement à la paix, 4° oui.
10. Blutel (Charles-Auguste-Esprit-Rose), 1° oui, 2° oui, 3° détention pendant la guerre et bannissement à la paix, 4° oui.
11. Bailleul (Jacques-Charles), 1° oui, 2° oui, 3° détention, 4° malade.
12. Mariette (Jacques-Christophe-Luc), 1° oui, 2° oui, 3° détention pendant la guerre, et bannissement ensuite, et néanmoins pour la mise à mort dans le cas où les puissances étrangères feraient quelques efforts en sa faveur, 4° oui.
13. Doublet (Pierre Philippe), 1° oui, 2° oui, 3° détention et bannissement après l'affermissement de la République, 4° oui.
14. Ruault (Alexandre-Jean), 1° oui, 2° non, 3° détention et bannissement après l'affermissement de la République, 4° oui.
15. Bourgois (Jacques- François-Augustin), 1° oui, 2° oui, 3° détention pendant la guerre et bannissement ensuite, 4° oui.
16. Delahaye (Jacques-Charles-Gabriel), 1° oui motivé, 2° oui, 3° détention quant à présent, et bannissement après la guerre, 4° oui.

### Seine-et-Marne
11 députés et 11 suppléants
1. Mauduyt (François-Pierre-Ange), 1° oui, 2° non, 3° la mort, 4° non.
2. Bailly (Edmé-Louis-Barthélemy), 1° oui, 2° oui, 3° détention provisoire et bannissement perpétuel deux ans après la paix, 4° oui.
3. Tellier (Armand-Constant), 1° oui, 2° non, 3° la mort, 4° non.
4. Cordier (Michel-Martial), 1° oui, 2° non, 3° la mort, 4° non.
5. Viquy (Jean-Nicolas), 1° oui, 2° oui, 3° emprisonnement jusqu'à la paix  et bannissement ensuite à perpétuité, 4° oui.
6. Geoffroy le jeune (Marie-Joseph), 1° oui, 2° oui, 3° détention pendant la guerre et déportation à la paix, 4° oui.
7. Bernard des Sablons (Claude), 1° oui, comme mandataire du peuple, mais je ne veux pas remplir les fonctions de juge, 2° oui, 3° la mort avec sursis jusqu'après l'acceptation de la Constitution, 4° oui.
8. Himbert (Louis-Alexandre), 1° oui, 2° oui, 3° la réclusion jusqu'à la paix et l'exil à la fin des hostilités, 4° absent.
9. Opoix (Christophe), 1° oui, 2° s'abstient, 3° détention jusqu'à la paix et ensuite déportation, 4° oui.
10. Defrance (Jean-Claude), 1° oui, 2° non, 3° détention pendant la guerre et bannissement à la paix, 4° oui.
11. Bernier (Louis-Toussaint-Cécile), 1° oui, 2° oui, 3° emprisonnement jusqu'à ce que la Constitution soit acceptée. Alors le peuple prononcera sur son sort, 4° oui.

### Seine-et-Oise
14 députés et 6 suppléants
1. Lecointre (Laurent), 1° oui, 2° non, 3° la mort, 4° non.
2. Haussmann (Nicolas), 1° en mission, 2° en mission, 3° en mission, 4° en mission.
3. Bassal (Jean), 1° oui, 2° non, 3° la mort, 4° non.
4. Alquier (Charles-Jean-Marie), 1° oui, 2° non, 3° la mort avec sursis jusqu'à la signature de la paix, puis exécution de la peine ou peine commuée, mais exécution du jugement en cas d'invasion du territoire français, 4° oui.
5. Gorsas (Antoine-Joseph), 1° oui, 2° oui, 3° détention pendant la guerre et bannissement perpétuel à la paix, 4° non.
6. Audouin (Pierre-Jean), 1° oui, 2° non, 3° la mort, 4° non.
7. Treilhard (Jean-Baptiste), 1° oui, 2° non, 3° la mort avec sursis à l'exécution pour le plus grand intérêt de la République, 4° oui.
8. Roy (Denis), 1° oui, 2° non, 3° la mort avec sursis jusqu'à ce que le peuple aura ratifié la Constitution qui lui sera présentée, 4° oui.
9. Tallien (Jean-Lambert), 1° oui, 2° non, 3° la mort, 4° non.
10. Hérault de Séchelles (Jean-Marie), 1° en mission, 2° en mission, 3° en mission, 4° en mission.
11. Mercier (Louis-Sébastien), 1° oui, 2° non, 3° la détention à perpétuité, 4° oui.
12. Kersaint (Armand-Guy-Simon), 1° oui, 2° oui motivé, 3° ajournement de la peine à prononcer jusqu'après la guerre ; la détention jusque-là, 4° absent.
13. Chénier (Marie-Joseph), 1° oui, 2° non, 3° la mort, 4° non.
14. Charles-François Dupuis, 1° oui, comme représentant du peuple et non en qualité de juge, 2° non, 3° la détention, jusqu'à l'affermissement de la Constitution, moment auquel le peuple prononcera sur le sort de Louis, comme il le jugera convenable, 4° oui.

### Deux-Sèvres
7 députés et 3 suppléants
1. Lecointe-Puyraveau (Michel Mathieu), 1° oui, 2° oui motivé, 3° la mort, 4° non.
2. Jard-Panvillier (Louis-Alexandre), 1° oui, 2° oui, 3° détention jusqu'à la paix et bannissement à cette époque, 4° oui.
3. Auguis (Pierre Jean-Baptiste), 1° oui, 2° non, 3° emprisonnement pendant la guerre et bannissement à la paix sous peine de mort, 4° oui.
4. Duchastel (Gaspard-Severin), 1° malade, 2° malade, 3° bannissement (vote accepté malgré son arrivée tardive à la fin du scrutin), 4° malade.
5. Dubreüil-Chambardel (Pierre), 1° oui, 2° non, 3° la mort, 4° non.
6. Lofficial (Louis-Prosper), 1° oui, 2° oui, 3° détention pendant la guerre et déportation à la paix, 4° oui.
7. Charles Cochon-Lapparent, 1° oui, 2° non, 3° la mort, 4° non.

### Somme
13 députés et 4 suppléants
1. Saladin (Jean-Baptiste-Michel), 1° oui, 2° non, 3° la mort, 4° non.
2. Rivery (Louis), 1° oui, 2° oui, 3° détention, 4° oui.
3. Gantois (Jean-François), 1° oui, 2° oui, 3° détention jusqu'à la fin de la guerre et bannissement à la paix, 4° oui.
4. Dumont (André), 1° oui, 2° non, 3° la mort, 4° non.
5. Asselin (Eustache-Benoît), 1° oui, 2° non, 3° détention pendant la guerre et déportation à la paix, 4° oui.
6. Hourier-Eloy (Charles-Antoine), 1° oui, 2° non, 3° la mort, 4° non.
7. Louvet (Pierre-Florent), 1° oui, 2° oui, 3° détention pendant la guerre et bannissement à perpétuité après la paix, 4° oui.
8. Dufestel (Jean-François), 1° oui, 2° oui, 3° détention pendant la guerre et bannissement à la paix, 4° oui.
9. Martin (Jean-Baptiste), 1° oui, 2° oui, 3° détention pendant la guerre et bannissement à la paix, 4° oui.
10. Devérité (Louis-Alexandre), 1° oui, 2° oui, 3° détention pendant la guerre et bannissement  quand la patrie sera en sûreté, 4° oui.
11. Delecloy (Jean-Baptiste-Joseph), 1° oui, 2° oui, 3° la mort avec sursis jusqu'à la signature de la paix, sauf à faire exécuter la peine, si l'ennemi paraît  sur les frontières, 4° oui.
12. Sillery (Charles-Alexis Brulart ci-devant marquis de), 1° oui, 2° oui, 3° détention pendant la guerre, puis bannissement à perpétuité après l'affermissement de la République, 4° oui.
13. François (Landry-François-Adrien), 1° oui, 2° oui, 3° la mort, 4° non.

### Tarn
9 députés et 3 suppléants
1. Lasource (Marc-David-Albin), 1° en mission, 2° en mission, 3° la mort, 4° non.
2. Lacombe-Saint-Michel (Jean-Pierre), 1° oui, 2° non, 3° la mort, 4° non.
3. Solomiac (Pierre), 1° oui, 2° non, 3° détention pendant la guerre et bannissement à la paix, 4° oui.
4. Campmas (Pierre-Jean-Louis), 1° oui, 2° non, 3° la mort, 4° non.
5. Pierre Stanislas Maruejouls, 1° oui, 2° oui, 3° détention pendant la guerre et déportation à la paix, 4° oui.
6. Daubermesnil (François-Antoine), 1° malade, 2° malade, 3° malade,
7. Gouzy (Jean-Paul-Louis), 1° oui, 2° oui, 3° la mort avec sursis jusqu'à ce que la Convention ait prononcé sur le sort de la famille les Bourbons, 4° oui.
8. Rochegude (Henri-Pascal, ci-devant comte de), 1° oui, 2° oui, 3° détention pendant la guerre et bannissement à la paix, 4° oui.
9. Meyer (Jean-Baptiste), 1° oui, 2° oui, 3° la mort, 4° non.

### Var
8 députés et 4 suppléants
1. Escudier (Jean-François), 1° oui, 2° non, 3° la mort, 4° absent.
2. Charbonnier (Joseph), 1° oui, 2° non, 3° la mort, 4° non.
3. Ricord (Jean-François), 1° oui, 2° non, 3° la mort, 4° non.
4. Isnard (Maximin), 1° oui, 2° oui, 3° la mort, 4° non.
5. Despinassy (Antoine-Joseph-Marie), 1° oui, 2° non, 3° la mort, 4° non.
6. Roubaud (Jean-Louis), 1° oui, 2° non, 3° la mort, 4° non.
7. Antiboul (Charles-Louis), 1° oui motivé, 2° non, 3° la détention, comme mesure de sûreté générale, 4° ni oui, ni non.
8. Barras (Paul), 1° oui, 2° non, 3° la mort, 4° non.

### Vendée
9 députés et 3 suppléants
1. Goupilleau de Fontenay (Jean-François-Marie), 1° en mission, 2° en mission, 3° la mort, 4° non.
2. Goupilleau de Montaigu (Philippe-Charles-Aimé), 1° oui, 2° non, 3° la mort, 4° non.
3. Gaudin (Joseph-Marie-Jacques-François), 1° oui, mais non en qualité de juge, 2° oui, 3° détention pendant la guerre et exil à la paix, 4° oui.
4. Maignen (François), 1° oui, 2° non, 3° la mort, 4° non.
5. Fayau (Joseph-Pierre-Marie), 1° oui, 2° non, 3° la mort, 4° non.
6. Musset (Joseph-Mathurin), 1° oui, 2° non, 3° la mort, 4° non.
7. Morisson (Charles-François-Gabriel), 1° se récuse, 2° se récuse, 3° s'abstient, 4° s'abstient.
8. Girard-Villars (Charles-Jacques-Étienne), 1° oui, 2° non, 3° réclusion pendant la guerre et bannissement à la paix, sous peine de mort, 4° oui.
9. Garos (Louis-Julien), 1° oui, 2° non, 3° la mort, 4° non.

### Vienne
8 députés et 2 suppléants
| Députés                           | Louis Capet est-il coupable de conspiration contre la liberté publique et d'attentats contre la sûreté générale de l'État ? | Le jugement de la Convention nationale contre Louis Capet sera-t-il soumis à la ratification du peuple ? | Quelle peine sera infligée à Louis ?                      | Y aura-t-il un sursis à l'exécution du jugement de Louis Capet ? |
| --------------------------------- | --- | --- | --------------------------------------------------------- | ---------------------------------------------------------------- |
| Piorry (Pierre-François)          | Oui | Non | La mort                                                   | Non                                                              |
| Ingrand (François Pierre)         | Oui | Non | La mort                                                   | Non                                                              |
| Dutrou-Bornier (Jean-Félix)       | Oui | Oui | Réclusion pendant la guerre et bannissement à la paix     | Oui                                                              |
| Martineau (Louis)                 | Oui | Non | La mort                                                   | Non                                                              |
| Bion (Jean-Marie)                 | Oui | Oui | Détention pendant la guerre et bannissement à la paix     | Oui                                                              |
| Creuzé-Latouche (Jacques-Antoine) | Oui | Oui | Détention jusqu'à la paix et le bannissement à perpétuité | Oui                                                              |
| Thibaudeau (Antoine-Claire)       | Oui | Non motivé                                                                                               | La mort                                                   | Non                                                              |
| Creuzé (Michel-Pascal)            | Oui | Oui | Réclusion pendant la guerre et bannissement à la paix     | Oui                                                              |

### Haute-Vienne
7 députés et 3 suppléants
| Députés                    | Louis Capet est-il coupable de conspiration contre la liberté publique et d'attentats contre la sûreté générale de l'État ? | Le jugement de la Convention nationale contre Louis Capet sera-t-il soumis à la ratification du peuple ? | Quelle peine sera infligée à Louis ? | Y aura-t-il un sursis à l'exécution du jugement de Louis Capet ? |
| -------------------------- | --- | --- | --- | ---------------------------------------------------------------- |
| Lacroix (Jean-Michel)      | Oui | S'abstient                                                                                               | Détention pendant la guerre et bannissement à la paix | Oui                                                              |
| Lesterpt-Beauvais (Benoît) | Oui | Non | La mort avec sursis jusqu'à l'époque où les ennemis feraient incursion sur le territoire ; et en cas de paix jusqu'à l'époque qui sera fixée par la Convention nationale, ou le Corps législatif | Oui                                                              |
| Bordas (Pardoux)           | Oui | Non | Réclusion à perpétuité | Non                                                              |
| Gay-Vernon (Léonard)       | Oui | Non | La mort | Non                                                              |
| Faye (Gabriel)             | Oui | Oui | Détention pendant la guerre et bannissement à la paix | Oui                                                              |
| Rivaud (François)          | Oui | Oui | Réclusion pendant la guerre et bannissement à la paix | Oui                                                              |
| Soulignac (Jean-Baptiste)  | Oui | Oui | Détention pendant la guerre et bannissement à perpétuité après la paix, sous peine de mort | Oui                                                              |

### Vosges
8 députés et 4 suppléants
| Députés                             | Louis Capet est-il coupable de conspiration contre la liberté publique et d'attentats contre la sûreté générale de l'État ? | Le jugement de la Convention nationale contre Louis Capet sera-t-il soumis à la ratification du peuple ? | Quelle peine sera infligée à Louis ? | Y aura-t-il un sursis à l'exécution du jugement de Louis Capet ? |
| ----------------------------------- | --- | --- | --- | ---------------------------------------------------------------- |
| Poullain-Grandprey (Joseph-Clément) | Oui | Oui | La mort avec sursis jusqu'à ce que la Constitution ait été acceptée par le peuple, et que la famille des Bourbons ait évacué le sol de la liberté, sauf si le territoire français est envahi par des troupes étrangères | Oui                                                              |
| Hugo (Joseph)                       | malade | malade                                                                                                   | malade | malade                                                           |
| Perrin (Jean-Baptiste)              | Oui | Non | La mort | Non                                                              |
| Noël (Jean-Baptiste)                | S'abstient | Se récuse                                                                                                | Se récuse | Se récuse                                                        |
| Souhait (Joseph-Julien)             | Oui | Oui | La mort avec l'amendement de Mailhe tendant à examiner s'il est politique et utile de presser ou de retarder l'exécution                                                                                                | Oui                                                              |
| Bresson                             | Oui | Oui | Détention jusqu'à l'époque où la tranquillité publique permettra de le bannir | Oui                                                              |
| Couhey                              | Oui | Oui | Détention et exil après trois années de paix, avec défense de rentrer en France sous peine de mort | Oui                                                              |
| Balland (Charles-André)             | Oui | Oui | Détention, sauf bannissement à perpétuité, sous la condition d'une paix avantageuse, ou à prononcer sa mort si le peuple souverain ou quelques circonstances décisives le demandent                                     | Oui                                                              |

### Yonne
9 députés et 3 suppléants
| Députés                                    | Louis Capet est-il coupable de conspiration contre la liberté publique et d'attentats contre la sûreté générale de l'État ? | Le jugement de la Convention nationale contre Louis Capet sera-t-il soumis à la ratification du peuple ? | Quelle peine sera infligée à Louis ?                           | Y aura-t-il un sursis à l'exécution du jugement de Louis Capet ? |
| ------------------------------------------ | --- | --- | -------------------------------------------------------------- | ---------------------------------------------------------------- |
| Maure l'aîné (Nicolas)                     | Oui | Non | La mort                                                        | Non                                                              |
| Lepeletier de Saint-Fargeau (Louis-Michel) | Oui | Non | La mort                                                        | Non                                                              |
| Turreau-Linières (Louis)                   | Oui | Non | La mort                                                        | Non                                                              |
| Boilleau jeune (Jacques)                   | Oui | Non | La mort                                                        | Non                                                              |
| Précy (Jean)                               | Oui | Oui | La mort avec sursis jusqu'à la ratification de la Constitution | Oui                                                              |
| Bourbotte (Pierre)                         | Oui | Non motivé                                                                                               | La mort                                                        | Non                                                              |
| Hérard (Jean-Baptiste)                     | Oui | Oui | La mort                                                        | Non                                                              |
| Finot (Étienne)                            | Oui | Non | La mort                                                        | Non                                                              |
| Chastellain (Jean Claude)                  | Oui | Oui | La détention pendant la guerre et le bannissement à la paix    | Oui                                                              |

## Résultats

### Première question
« Louis Capet est-il coupable de conspiration contre la liberté publique et d'attentats contre la sûreté générale de l'État, oui ou non ? »
- Nombres de députés de la Convention.................. 749
- Absents :

| Motif                        | Nombre |
| ---------------------------- | ------ |
| par maladie                  | 7      |
| sans motif connu             | 1      |
| en mission                   | 20     |
| ne figurant sur aucune liste | 3      |
| Total des absents            | 31     |

- Présents :

| Votes                                 | Nombre |
| ------------------------------------- | ------ |
| ont répondu simplement oui            | 673    |
| ont fait diverses déclarations        | 32     |
| n'ont pas répondu à la question posée | 3      |
| Total des votes                       | 708    |

### Deuxième question
« Le jugement de la Convention nationale contre Louis Capet sera-t-il soumis à la ratification du peuple oui ou non ? »
- Nombres de députés de la Convention.................. 749
- Absents :

| Motif             | Nombre |
| ----------------- | ------ |
| par maladie       | 7      |
| sans motif connu  | 1      |
| en mission        | 20     |
| Total des absents | 28     |

- Présents :

| Votes                       | Nombre | dont motivation de leur opinion |
| --------------------------- | ------ | ------------------------------- |
| ont voté oui                | 286    | 109                             |
| ont voté non                | 423    | 116                             |
| Total des votes             | 709    |                                 |
| Se sont récusés ou abstenus | 12     |                                 |

- Majorité absolue ................................... 355
- Total égal :......................................... 749

### Troisième question
« Quelle peine sera infligée à Louis ? »
- Nombres de députés de la Convention.................. 749
- Absents :

| Motif             | Nombre |
| ----------------- | ------ |
| par maladie       | 7      |
| sans motif connu  | 1      |
| en mission        | 15     |
| Total des absents | 23     |

- Présents :

| Votes                                             | Nombre |
| ------------------------------------------------- | ------ |
| Ont voté pour la mort sans condition              | 361    |
| Ont voté pour la mort avec l'amendement de Mailhe | 26     |
| Ont voté pour la mort avec sursis                 | 44     |
| Ont voté pour d'autres peines                     | 290    |
| Total des votes                                   | 721    |
| Se sont récusés ou abstenus                       | 5      |

- Majorité absolue.................................... 361
- Total égal :......................................... 749

N.B. À la séance du vendredi 18 janvier, Gasparin et Delacroix font état d'erreurs « dans l'énonciation du décret porté hier ». Après vérification, il s'avère que s'il y a bien eu erreur, le nombre de votants et la majorité absolue sont restés les mêmes, mais qu'il faut compter comme ayant voté la mort sans condition les 26 députés qui, avec Mailhe, avaient voté la mort, en demandant une discussion sur le point de savoir s'il conviendrait à l'intérêt public qu'elle fût ou non différée, et en déclarant leur vœu indépendant de cette demande.

Le nombre de députés ayant voté la mort sans condition est dès lors de 387.

### Quatrième question
« Y aura-t-il un sursis à l'exécution du jugement de Louis Capet, oui ou non ? »
- Nombres de députés de la Convention.................. 749
- Absents :

| Motif             | Nombre |
| ----------------- | ------ |
| démissionnaire    | 1      |
| par maladie       | 21     |
| sans motif connu  | 8      |
| en mission        | 17     |
| Total des absents | 47     |

- Présents :

| Votes                       | Nombre |
| --------------------------- | ------ |
| ont voté oui                | 310    |
| ont voté non                | 380    |
| ont voté conditionnellement | 2      |
| Total des votes             | 692    |
| Se sont abstenus ou récusés | 10     |

- Majorité absolue.................................... 347
- Total égal :......................................... 749

## Sources et références
- Archives parlementaires de 1787 à 1860 : recueil complet des débats législatifs et politiques des Chambres françaises. Première série, 1787 à 1799. Tome LVII. Du 12 janvier 1793 au 28 janvier 1793.
- Jacques-François Froullé et Thomas Levigneur, Liste comparative des cinq appels nominaux faits dans les séances des 15, 16, 17, 18 et 19 janvier 1793, sur le procès et le jugement de Louis XVI, Paris, Levigneur et Froullé, 1793 (lire en ligne)

1. ↑  Jean-Christian Petitfils, Louis XVI, dl 2021 (ISBN 978-2-262-09745-5 et 2-262-09745-3, OCLC 1286322075, lire en ligne)
2. ↑  Liste alphabétique de tous les Conventionnels qui ont voté la mort de Louis XVI : dans sa séance permanente des 16 et 17 janvier 1793.